# 2001
2001 (MMI) a fost un an obișnuit al calendarului gregorian, care a început într-o zi de luni  A fost al 2001-lea an d.Hr., primul an din mileniul al III-lea și din secolul al XXI-lea, precum și al 2-lea an din deceniul 2000-2009. A fost desemnat:
- Anul internațional al voluntarilor.

## Evenimente

### Ianuarie

15 ianuarie:Fondarea Wikipedia
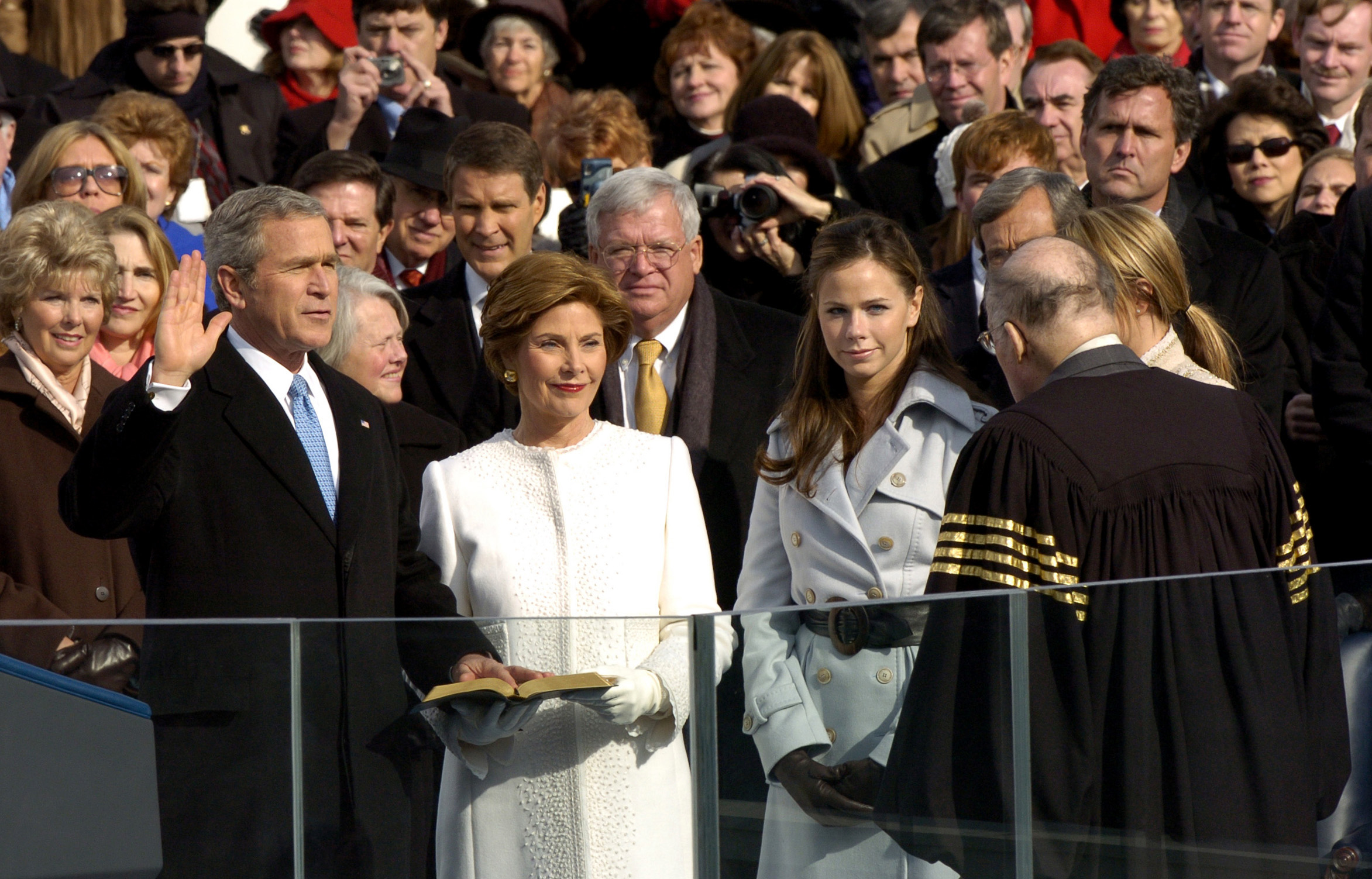
20 ianuarie: Republicanul George W. Bush este inaugurat ca al 43-lea președinte al Statelor Unite ale Americii
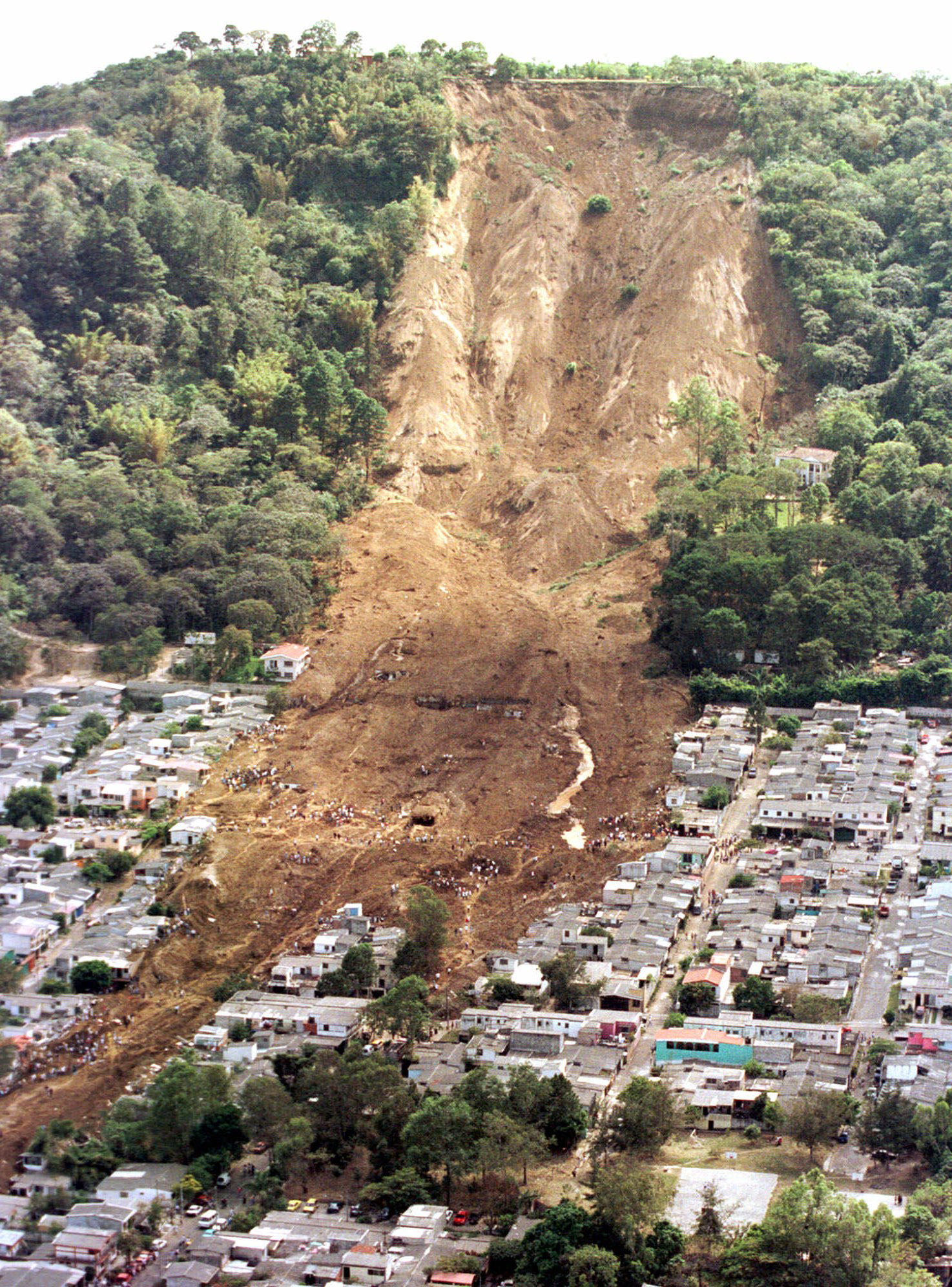

- 13 ianuarie: Cutremurul din El Salvador]
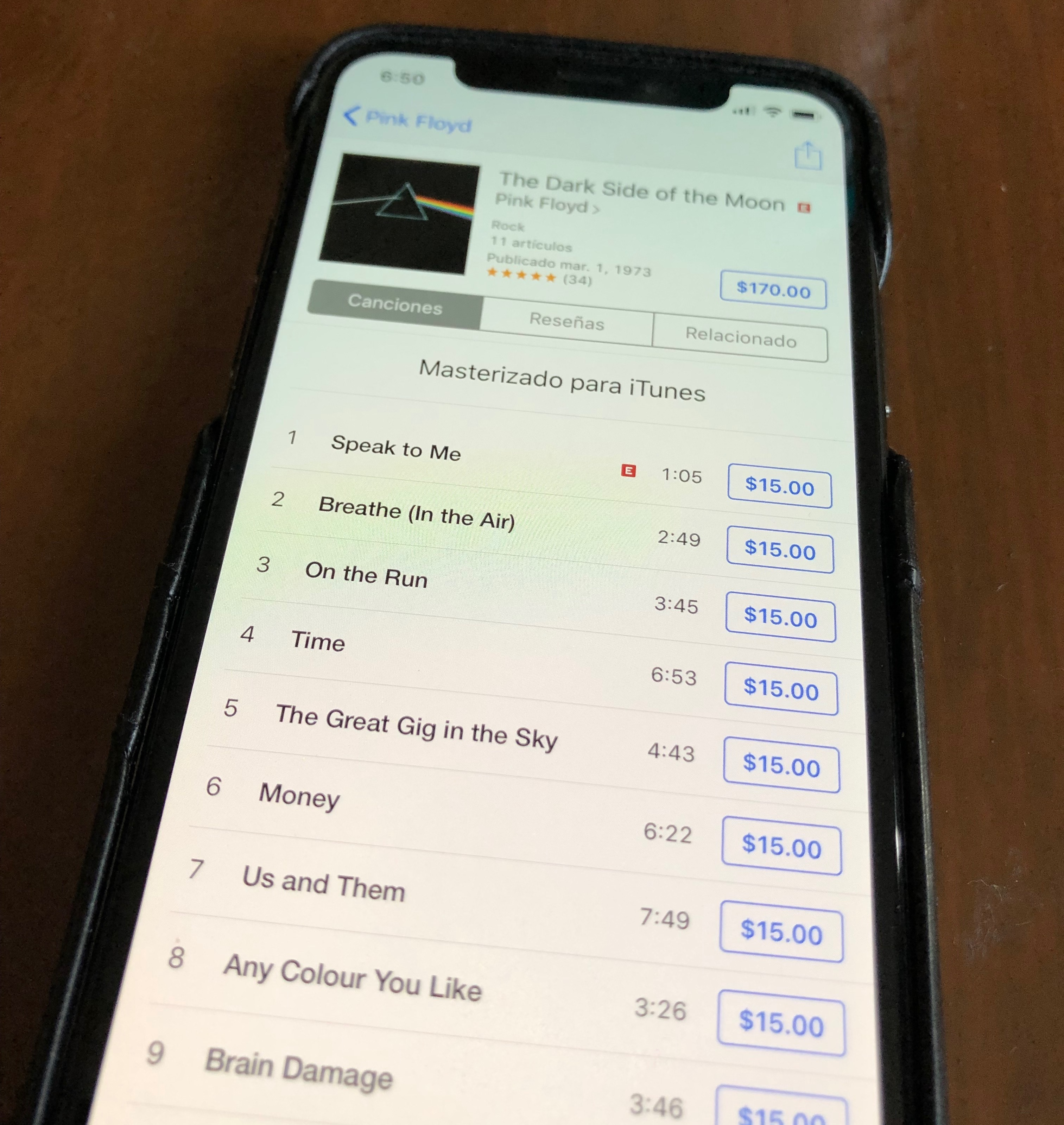
iTunes

- 1 ianuarie: Un monolit negru înalt de 270 cm apare în parcul Magnuson din Seattle, amplasat de un artist necunoscut ca o referință la filmul "2001 -A Space Odyssey" (1968).
- 1 ianuarie: Kolkata (din Bengalul de vest, India) se întoarce la denumirea inițială de "Calcutta".
- 2 ianuarie: Sila Calderón a devenit prima femeie guvernator în Puerto Rico.
- 8 ianuarie: Primul animal dintr-o specie pe cale de dispariție produs prin clonare, un gaur numit Noah, s-a născut la Trans Ova Genetics din Sioux Center, Iowa. El moare în 48 de ore de la o dizenterie obișnuită.
- 9 ianuarie: Apple Inc. lansează playerul media iTunes (modificat din SoundJam MP).
- 10 ianuarie: Comisia Federală Comercială din SUA aprobă fuziunea între America Online și Time Warner pentru a forma AOL Time Warner.
- 13 ianuarie: Cutremurul de 7,6 grade Richter din El Salvador ucide 800 de oameni și lasă mii de oameni fără case.
- 15 ianuarie: Wikipedia, enciclopedia gratuită, este lansată pe Internet.
- 17 ianuarie: Punerea sub acuzare a președintelui filipinez Joseph Estrada, acuzat că a jucat jocul interzis în Filipine - Jueteng și este suspendat din funcție pentru corupție. Vice-președintele Gloria Macapagal-Arroyo l-a urmat, devenind cel de-al 14-lea președintele al republicii.
- 20 ianuarie: Republicanul George W. Bush este investit ca al 43-lea președintele al Statele Unite ale Americii.
- 25 ianuarie: Un avion cu o vechime de 50 de ani, Douglas DC-3, se prăbușeste lângă Ciudad Bolívar, Venezuela, provocând moartea a 24 de persoane.
- 26 ianuarie: Cutremurul din Gujarat, India, de 7,7 grade Richter, ucide 13.805–20.023 de persoane și rănește alte 166,800.
- 31 ianuarie: Oficiul pentru Buget al Congresului Statelor Unite estimează un excedent bugetar de 5.600 miliarde $ pentru următorii zece ani.

### Februarie
- 9 februarie: Submarinul USS Greeneville lovește accidental și scufundă o navă de pescuit japoneză în apropiere de Hawaii.
- 12 februarie: Sonda spațială americană, NEAR Shoemaker, fără echipaj uman, destinată studierii și orbitării asteroidului Eros (443 Eros, descoperit în 1898), lansată pe 17 februarie 1996, a asolizat pe asteroid.
- 13 februarie: Cutremurul din El Salvador de 6,6 grade Richter ucide 400 de oameni.
- 15 februarie: Se anunță producția unui material compozit de polimer armat.
- 16 februarie: Criza de dezarmare din Irak. Forțele americane și britanice efectuează bombardamente pentru a dezactiva rețeaua de apărare aeriană din Irak.
- 17 februarie: Valeriu Stoica este ales președinte al Partidului Naționa Liberal.
- 18 februarie: Agentul FBI, Robert Hanssen, este arestat și condamnat la 25 de ani de detenție pentru că a spionat pentru Rusia.
- 20 februarie: Criza febrei aftoase din Regatul Unit.
- 28 februarie: Marele accident feroviar din Heck, North Yorkshire, Anglia. Au decedat 10 persoane.

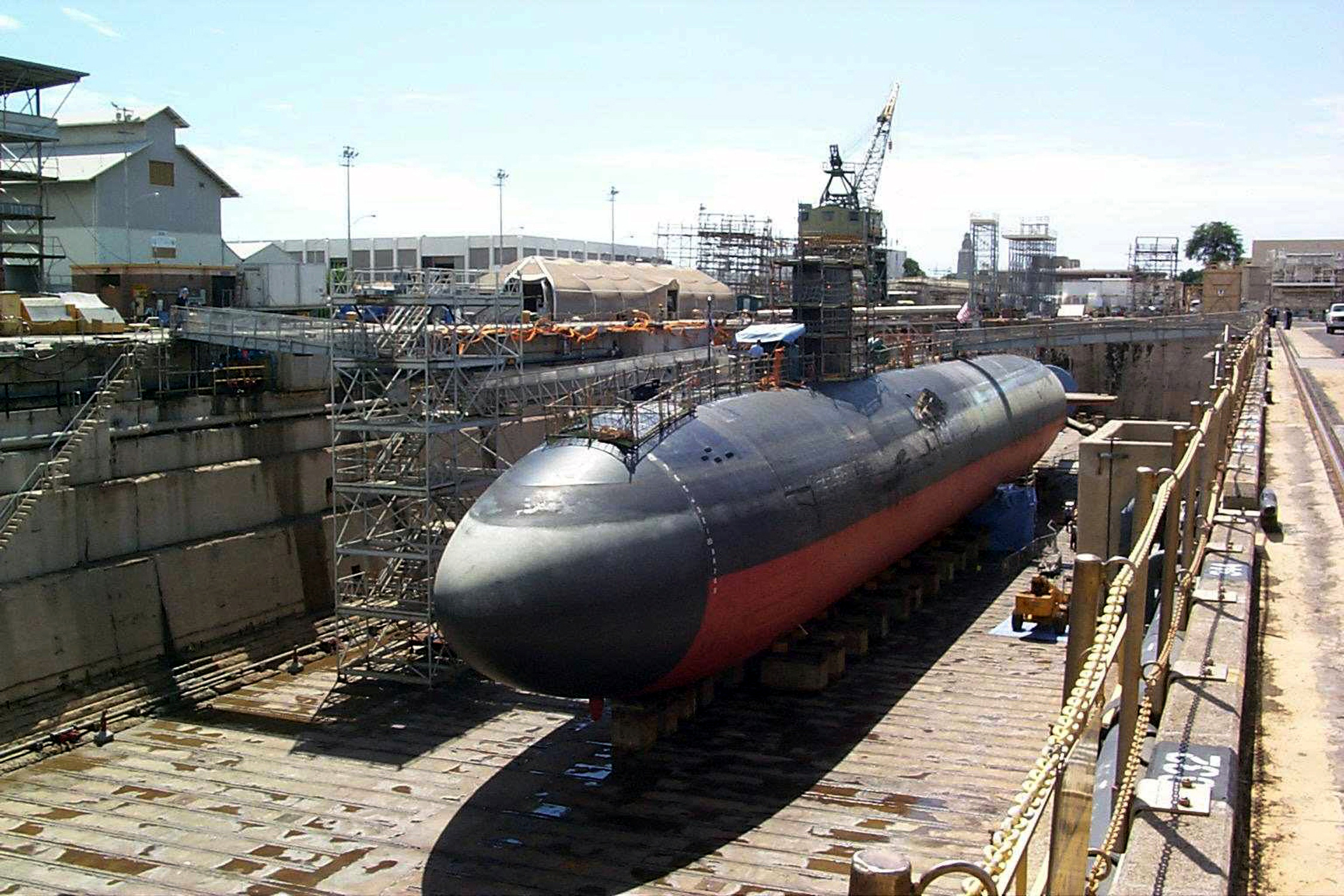
9 februarie: Ciocnirea dintre submarinul USS Greenville și nava de pescuit japoneză
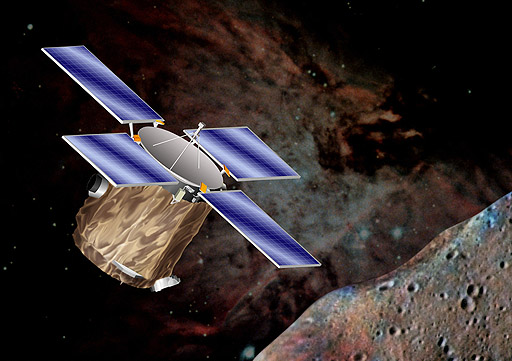
12 februarie: Near Shoemaker

### Martie
- 2 martie: Talibanii distrug statuile Buddha din Bamiyan.
- 4 martie: Podul Hintze Ribeiro din Portugalia se prăbușește, omorând 59 oameni.
- 17 martie: Atracția Eden Project (sere cu expoziții cu plante) a fost deschisă publicului în St. Austell, Cornwall, Regatul Unit.
- 21 martie: Game Boy Advance a fost lansat
- 23 martie: Dezactivarea și deorbitarea stației spațiale rusești Mir. Stația s-a prăbușit în Oceanul Pacific după o activitate de 15 ani în spațiul cosmic, având 26 de echipaje internaționale. A fost abandonată în anul 1999.
- 23 martie: Federația World Wrestling (astăzi WWF/WWE) achiziționează organizația rivală World Championship Wrestling (WCW), pentru o sumă estimată la 7 milioane $.
- 24 martie: Apple Computer a lansat Mac OS X, un sistem de operare, devenind al doilea cel mai utilizat sistem de operare desktop din lume.

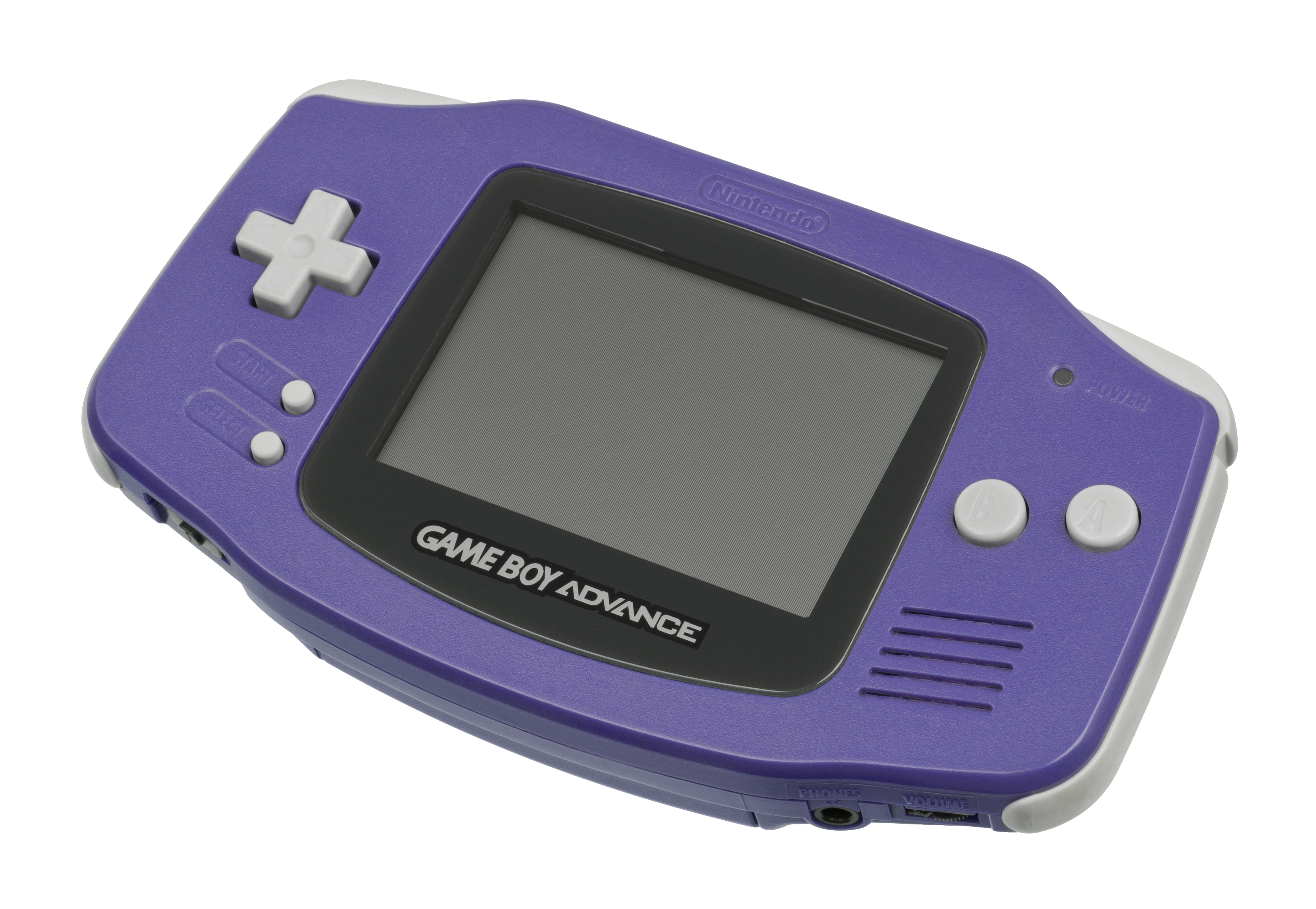
21 martie: Lansarea consolei portabile Game Boy Advance
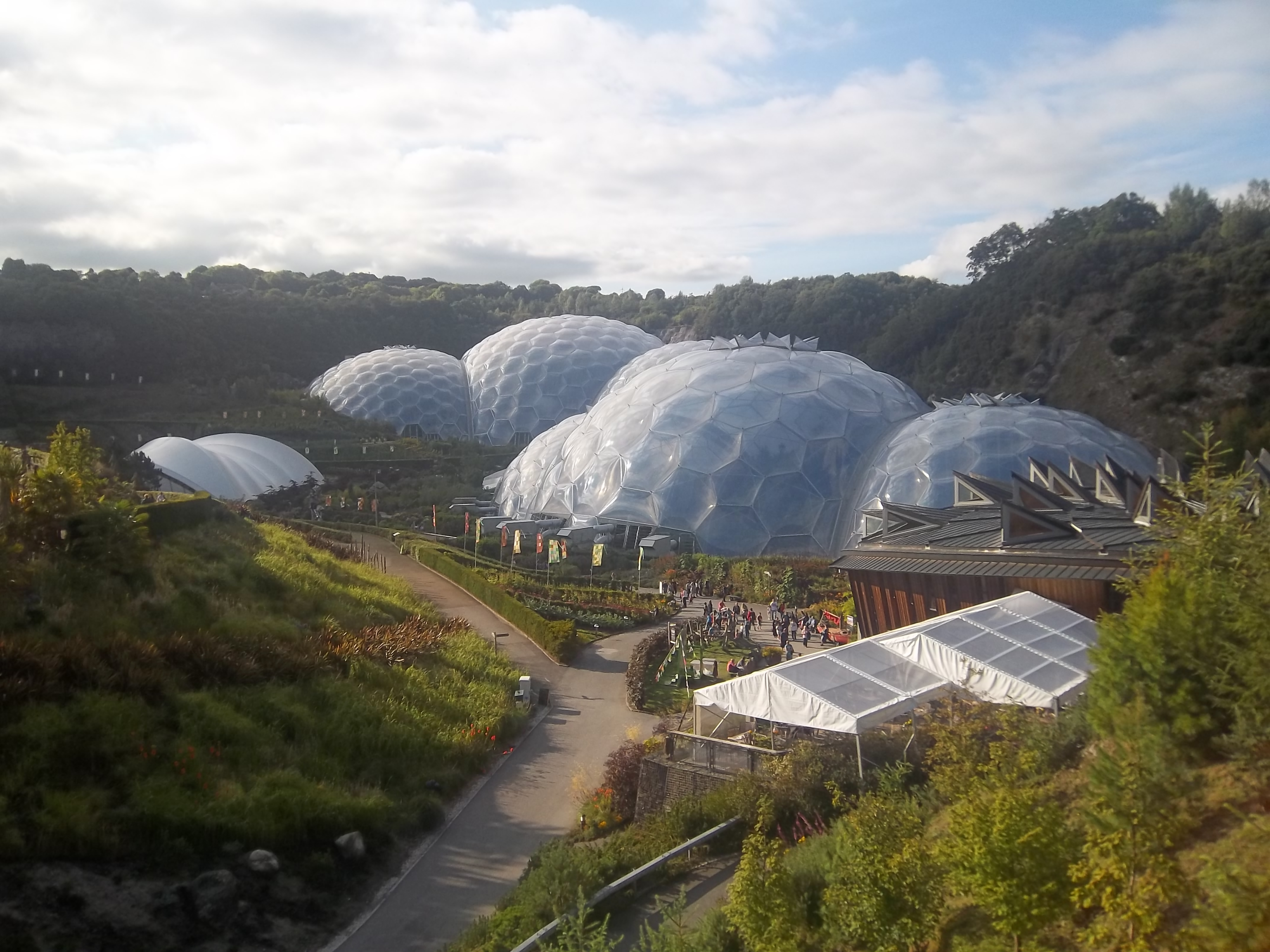
17 martie: Eden Project
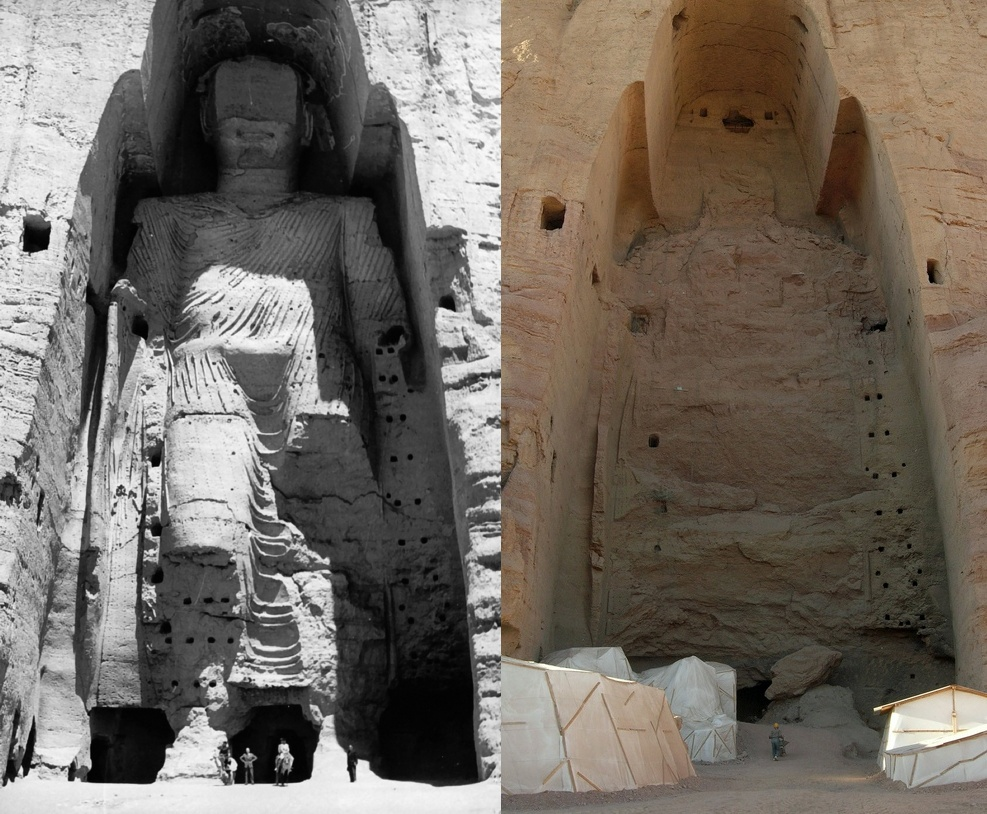
2 martie: Distrugerea statuilor Buddha din Bamiyan, Afghanistan, de către talibani

### Aprilie
- 1 aprilie: Incidentul din insula Hainan, China. Un avion de vânătoare chinez F-8 s-a ciocnit de un avion american de recunoaștere EP-3E, forțând pilotul avionului american să aterizeze în Hainan. Echipajul a fost reținut pentru 10 zile, în vreme ce pilotul avionului chinez, Wang Wei, este presupus mort.
- 1 aprilie: Președintele fostei Iugoslavii, Slobodan Milošević, se predă poliției și este arestat pentru crime de război.
- 1 aprilie: În Olanda este adoptată legea căsătoriei dintre persoanele de același sex.
- 6 aprilie: Linda Partridge și colegii publică identificarea rolului unei gene specifice în îmbătrânirea animalelor.
- 28 aprilie: Soyuz TM-32  va decola  de la cosmodromul Baikonur, care va transporta primul turist spațial american, Dennis Tito.

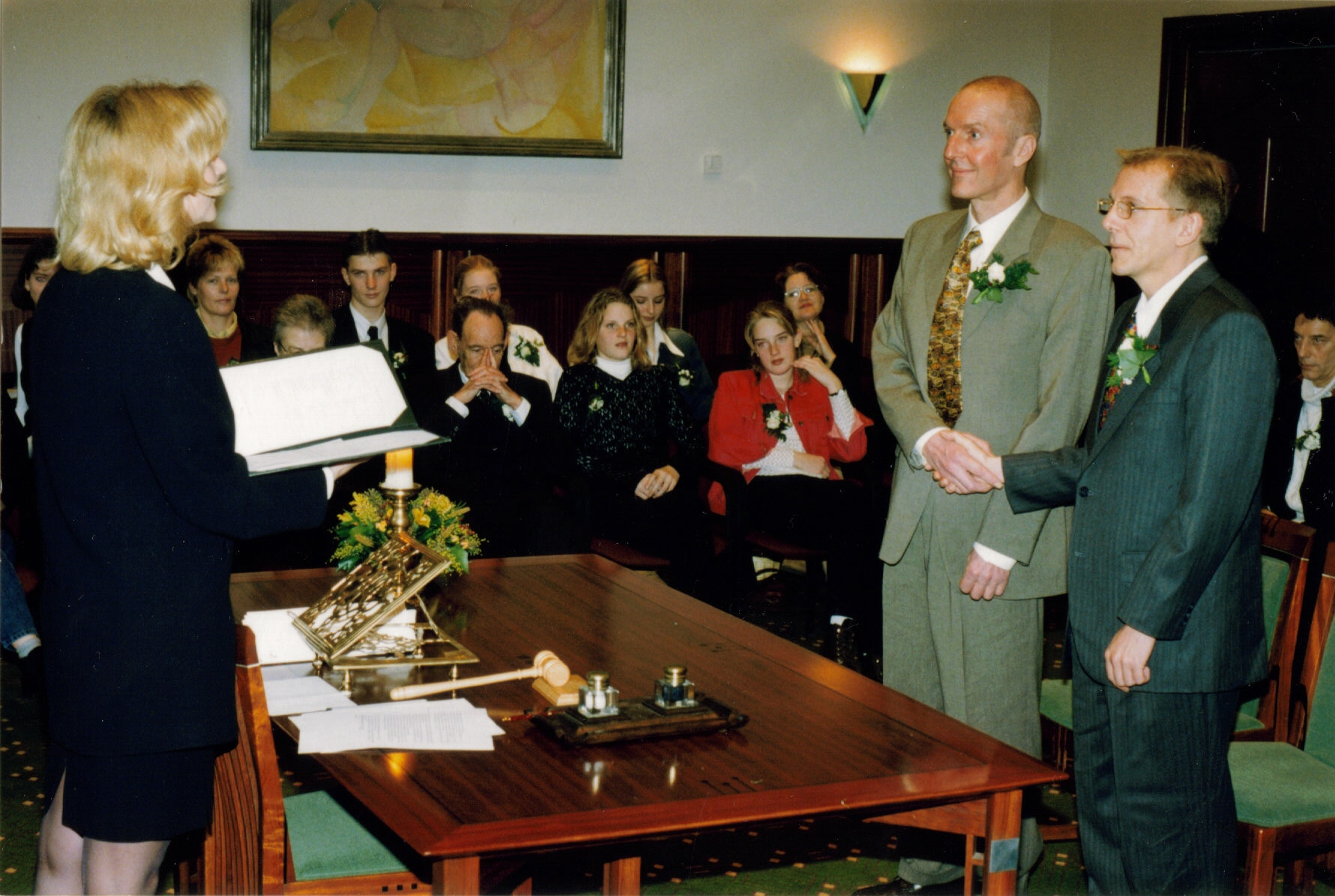
1 aprilie: În Olanda este adoptată legea căsătoriei dintre persoanele de același sex
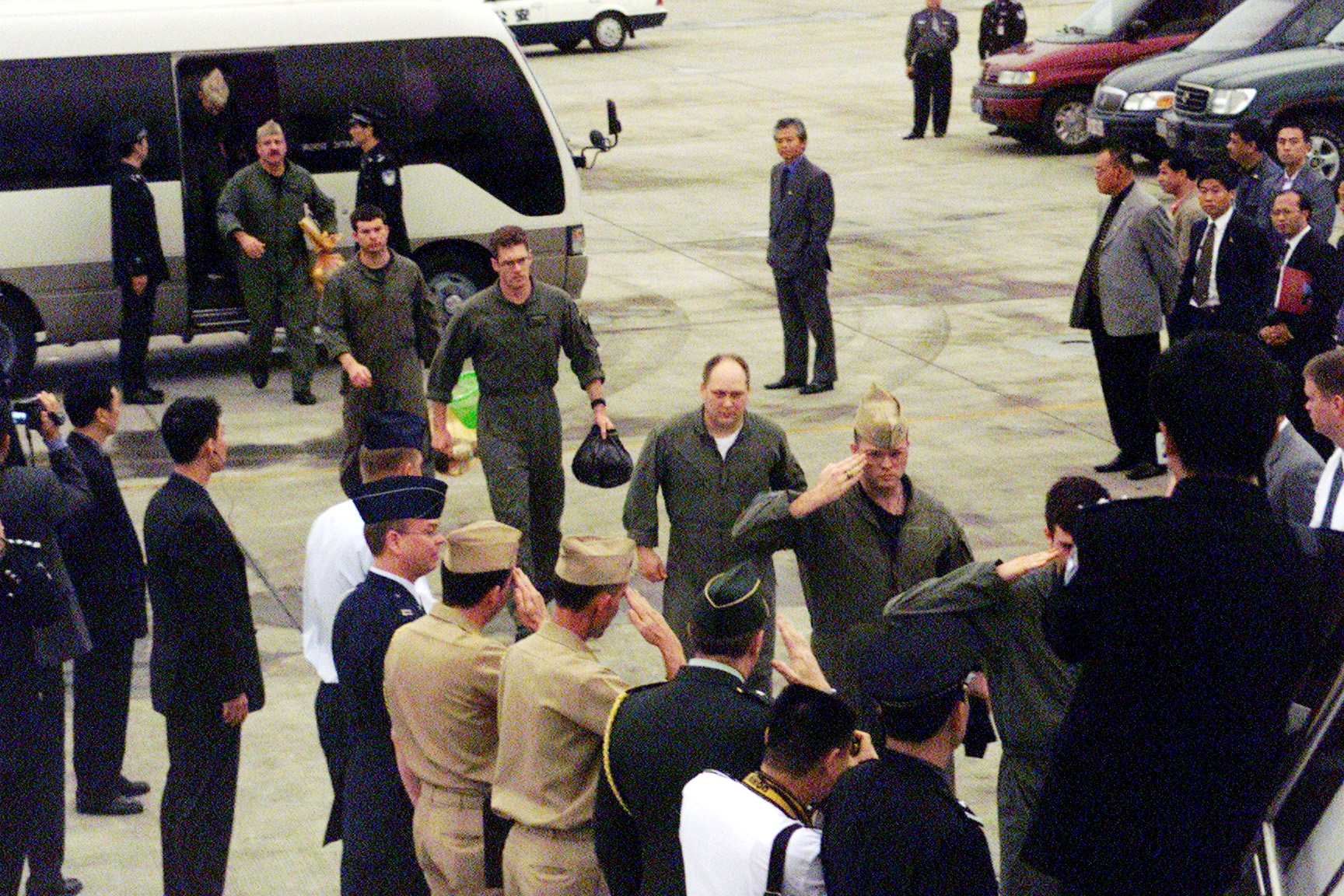
Echipajul aeronavei americane se întoarce în siguranță în Guam, din China

### Mai
- 1 mai: Postul de televiziune MTV Extra și-a încetat emisia și și-a schimbat numele în MTV Hits.
- 6 mai: Turistul spațial, Dennis Tito, se întoarce pe Pământ la bordul Soyuz TM-31. Soyuz TM-32 este atașată Stației Spațiale Internaționale.
- 7 mai: În Banja Luka, Bosnia și Herțegovina, o tentativă de a reconstrui moscheea Ferhadija duce la proteste masive ale sârbilor naționaliști. În urmă altercatiilor și bătăilor, 300 de musulmani bosniaci bătrâni sunt răniți.
- 13 mai: Silvio Berlusconi câștigă alegerile legislative și devine premierul Italiei pentru a doua oară.
- 19 mai: Traian Băsescu devine noul președinte al Partidului Democrat, învingându-l pe Petre Roman.
- 22 mai: Un corp ceresc trans-Neptunian (28978 Ixion) este găsit.
- 22-23 mai: Este descoperit altarul de pe Muntele Carmel, în Haifa, Israel.
- 24 mai: Temba Tsheri, în vârstă de 16 ani, devine cel mai tânăr explorator al vârfului Everest.
- 24 mai: Tragedie civilă în Israel. Sala de nuntă Versailles se prăbușește omorând 23 persoane și rănind alte 380.

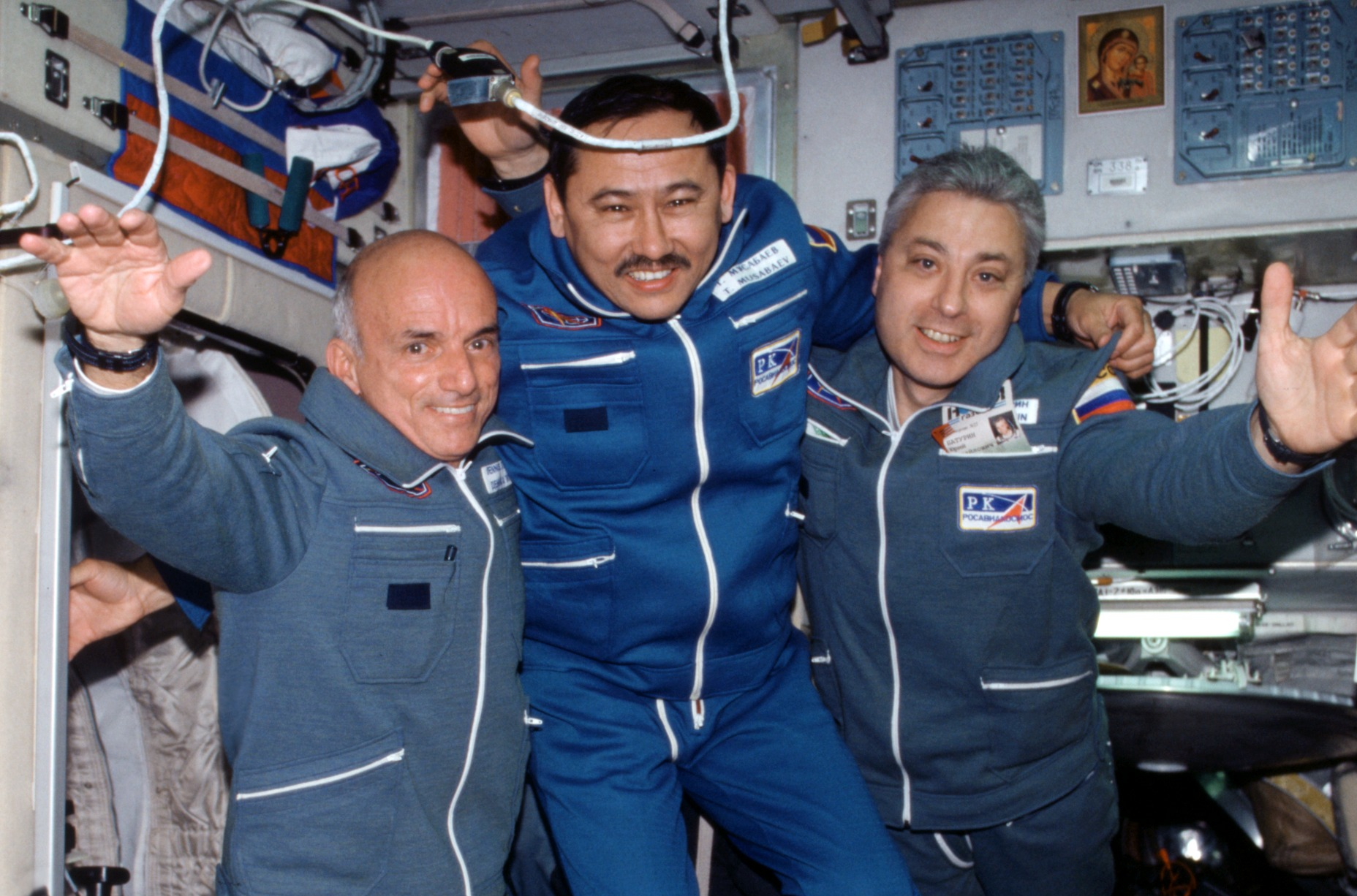
Dennis Tito, primul turist spațial (stânga)

### Iunie
- 1 iunie: Prințul încoronat Dipendra de Nepal și-a ucis tatăl, regele, mama și pe ceilalți membri ai curții regale cu o armă, apoi s-a sinucis. Unchiul său, Gyanendra, devine noul rege.
- 1 iunie: canalul TV Minimax a fost lansat în România și în Republica Moldova.
- 1 iunie: Atentatul sinucigaș comis de Hamas la clubul Dolphinarium din Tel Aviv, Israel, ucide 21 de persoane.
- 5 iunie: Senatorul american, Jim Jefford, părăsește partidul republican. Partidul Republican pierde controlul asupra șefiei Senatului din Congresul American și îl preia Partidul Democrat.
- 5-9 iunie: Furtuna tropicală Allison ucide 22 de persoane în Texas, distruge Centrul Medical Texan și produce pagube de 5 miliarde $.
- 7 iunie: Fostul suveran al României, regele Mihai, îl invită la cină, la Palatul Elisabeta, pe președintele Ion Iliescu.
- 7 iunie: George W. Bush semnează actul dezvoltării economice și reconcilierii impozitelor, cunoscut că primul pas din seria de tăieri de taxe comise de administrația Bush.
- 11 iunie: La Terre Haute, Indiana, Timothy McVeigh este executat pentru atentatul de la Oklahoma City din 1995.
- 16 iunie: PDSR fuzionează cu PSDR devenind Partidul Social Democrat (PSD).
- 19 iunie: O rachetă lovește un teren de fotbal în nordul Irakului, omorând 23 de persoane și rănind alte 11. Potrivit oficialilor americani, a fost o rachetă irakiană care s-a defectat.
- 21 iunie: Este finalizat cel mai lung tren, de către compania BHP Iron Ore, și este stabilit între Newman și Port Hedland în Australia.
- 23 iunie: Cutremur de 7,9 grade Richter în Peru.
- 30 iunie: Centrul Național Spațial din Leicester, Anglia, este construit de Nicholas Grimshaw.

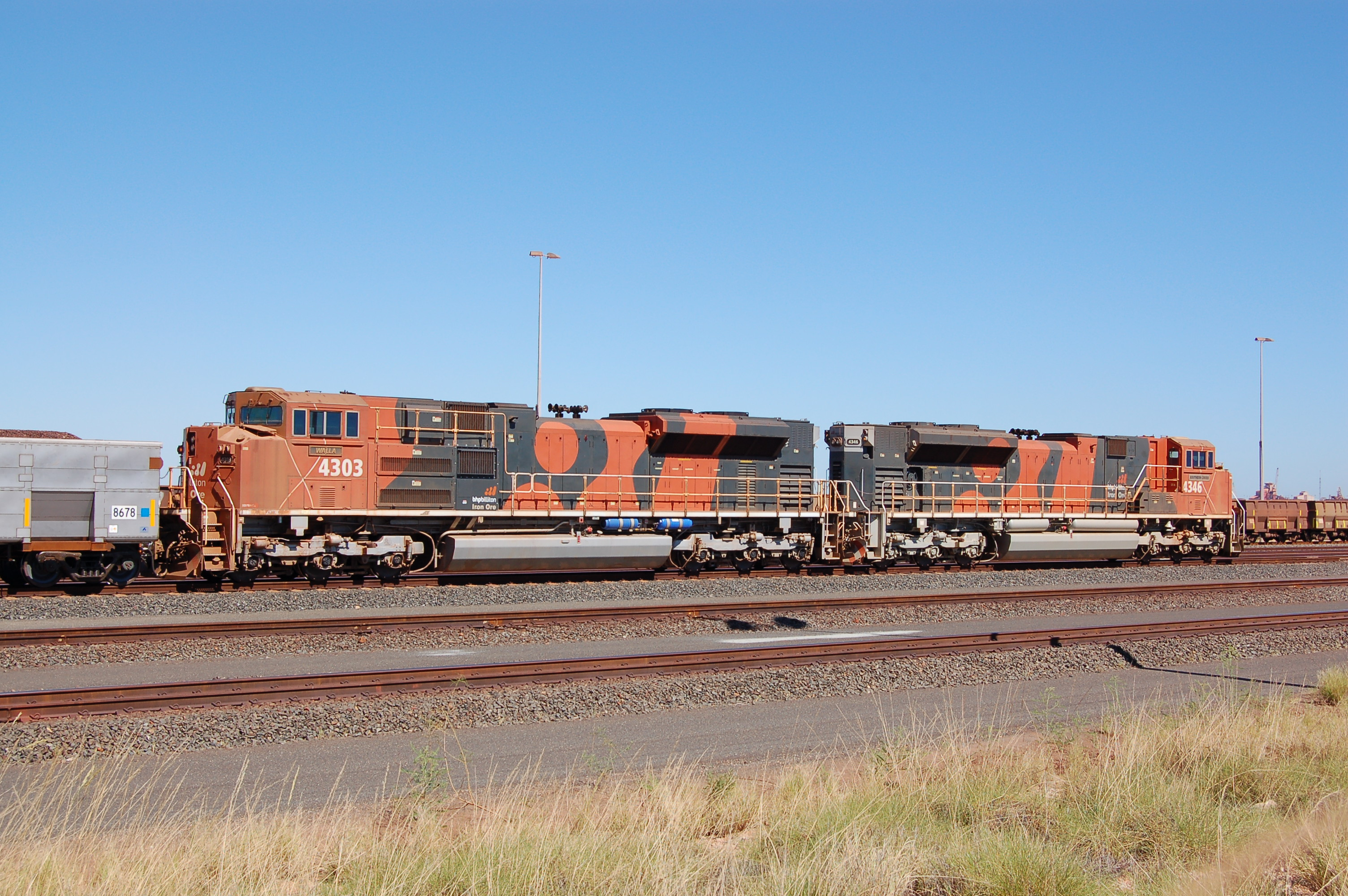
Cel mai lung tren BHPB Iron Ore
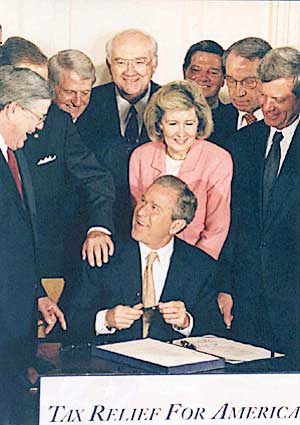
7 iunie: George W. Bush semnează Actul dezvoltării economice și reconcilierii impozitelor
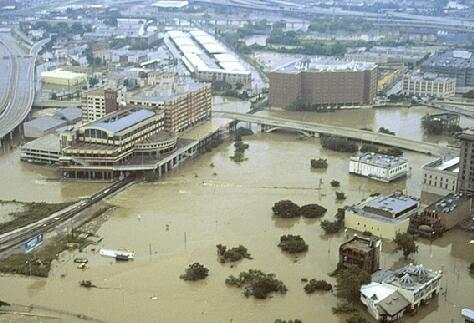
Furtuna tropicală Allison
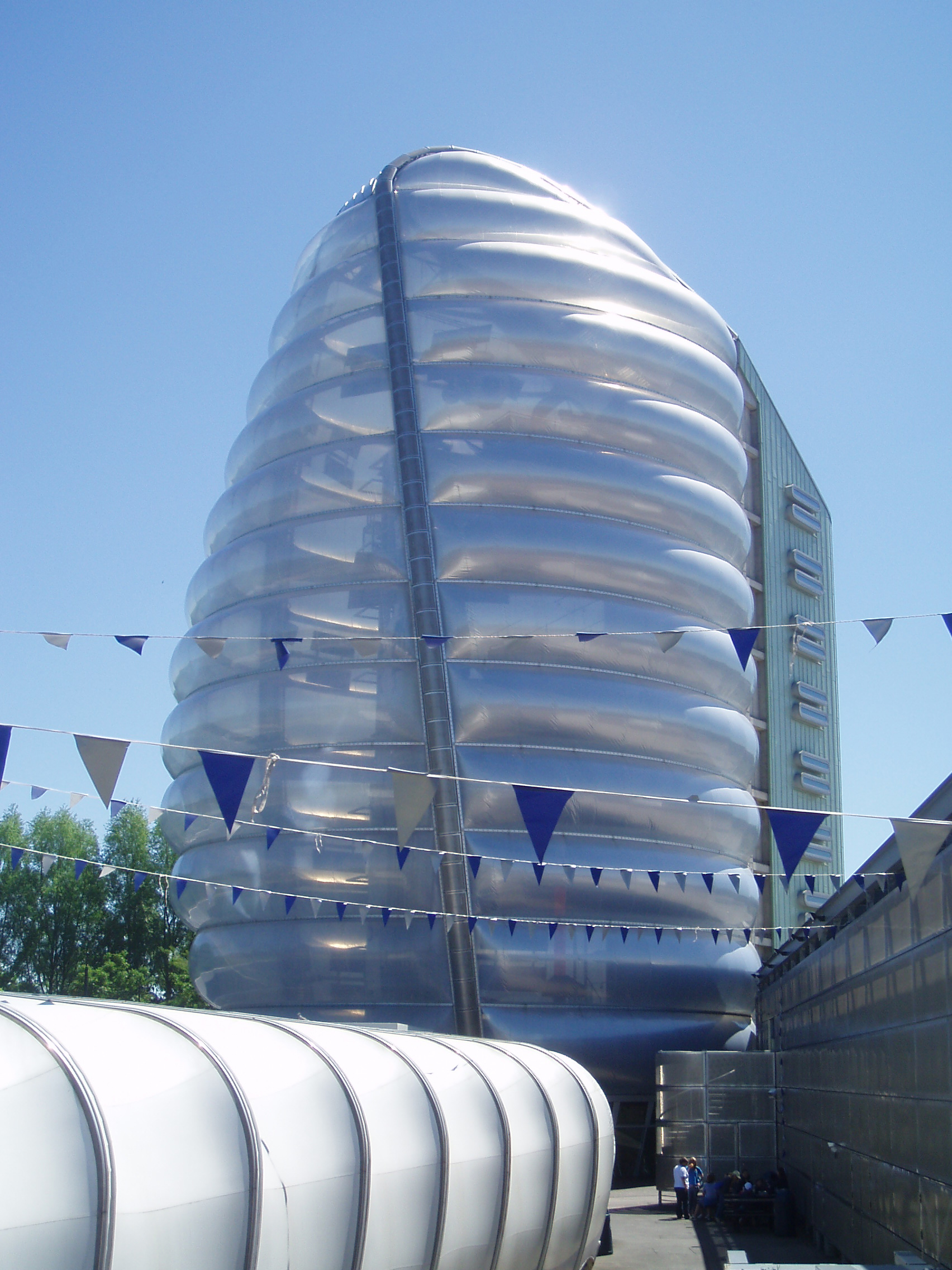
Centrul național spațial

### Iulie
- 2 iulie: Prima inimă artificială este implantată în corpul lui Robert Tools. Acesta moare în noiembrie, același an.
- 3 iulie: Un avion de pasageri, Vladivostok Air Flight 352, se prăbușește în Irkutsk, Rusia, ucigând 145 de persoane.
- 7 iulie: Protestele de la Bradford erup după ce în nordul Angliei, membri al Frontului Național au înjunghiat un asiatic în afara unui bar.
- 13 iulie: Comitetul Internațional Olimpic desemnează Beijing ca orașul-gazdǎ al Jocurilor Olimpice din 2008.
- 16 iulie: China și Rusia semnează tratatul Sino-Rusesc de prietenie și cooperare.
- 16 iulie: FBI îl aresteazǎ pe Dmitry Sklyarov la o convenție din Las Vegas, pentru încǎlcarea legii Digital Millennium Copyright Act.
- 18 iulie: În Baltimore, Maryland, are loc o deraiere de tren într-un tunel cu 60 de mașini.
- 20 iulie-22 iulie: La cel de-al 27-lea summit G8 de la Genova, Italia, au loc proteste masive organizate de mișcarea anti-globalizare. Un protestatar, Carlo Giuliani, este ucis de polițiști.
- 24 iulie: Atentatul de la aeriportul Bandaranaike, din Sri Lanka, produce pagube de 500 milioane de dolari.
- 24 iulie: Simeon de Saxa-Coburg-Goth, fostul țar al Bulgariei care a fost destituit când era mic copil, a fost ales democratic ca cel de-al 48-lea prim-ministru al Bulgariei.
- 25 iulie: Combinatul Siderurgic Galați este privatizat. Firma indiană LNM Holdings NV a plătit 70 de milioane de dolari pentru 92% din acțiuni, angajându-se să investească cel puțin 350 de milioane de dolari.

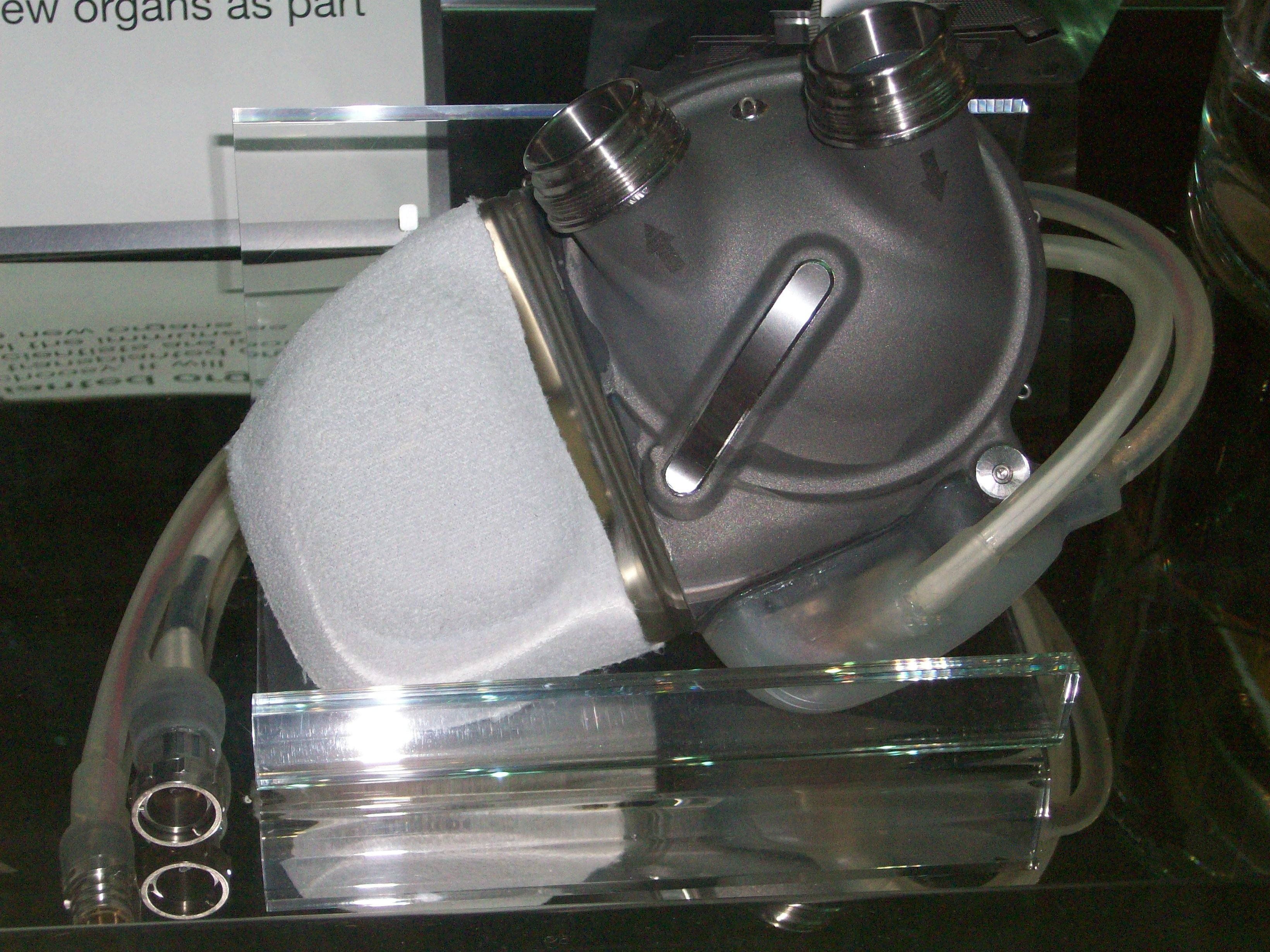
Inimă artificială
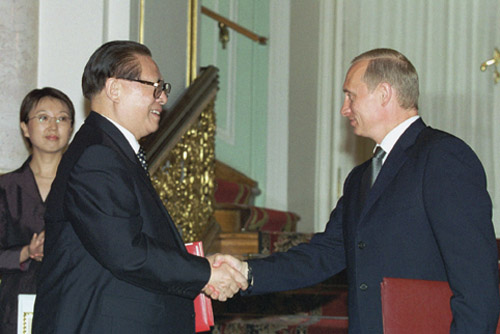
Putin și Jiang semnează Tratatul de prietenie și cooperare
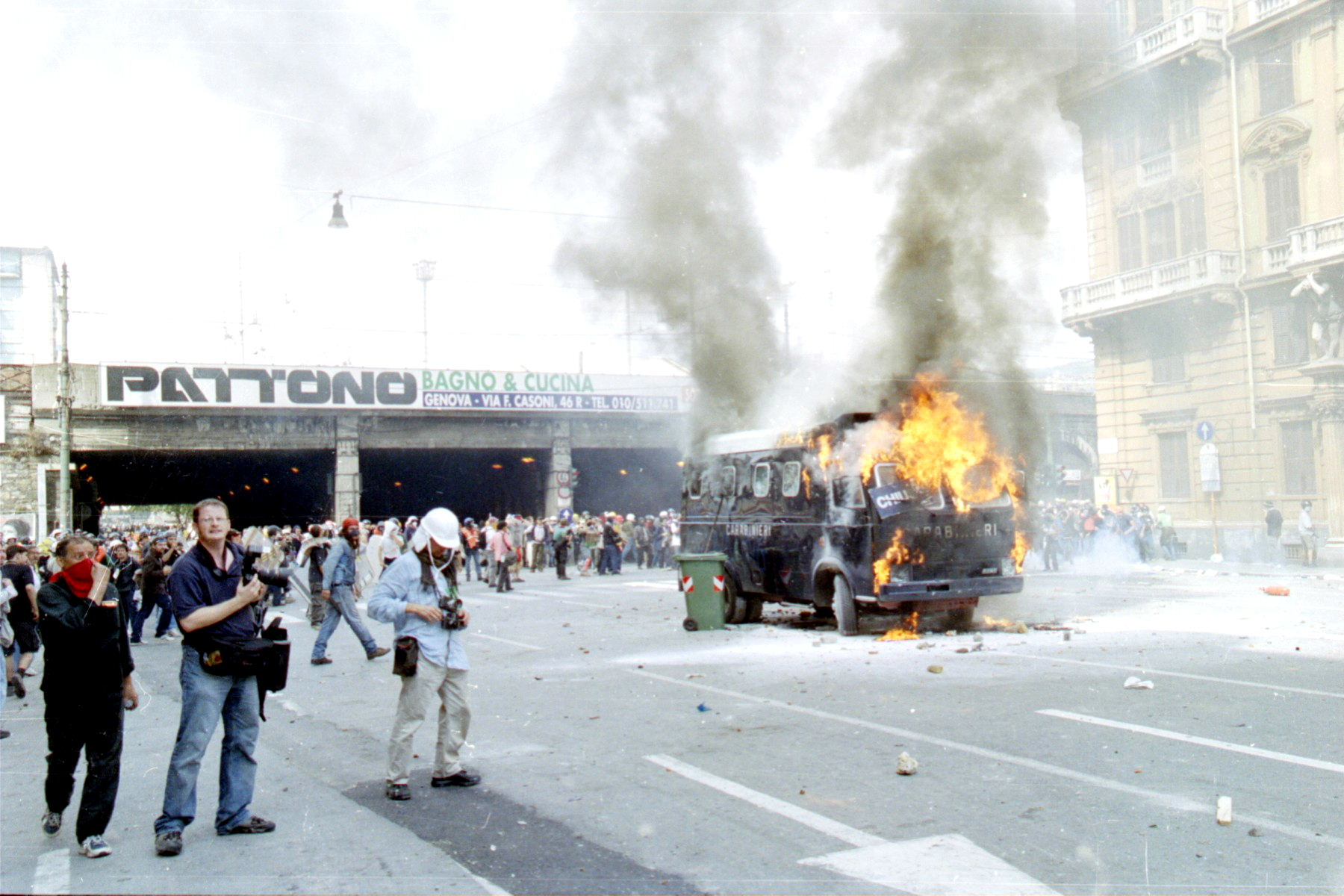
Summitul G8 din 2001
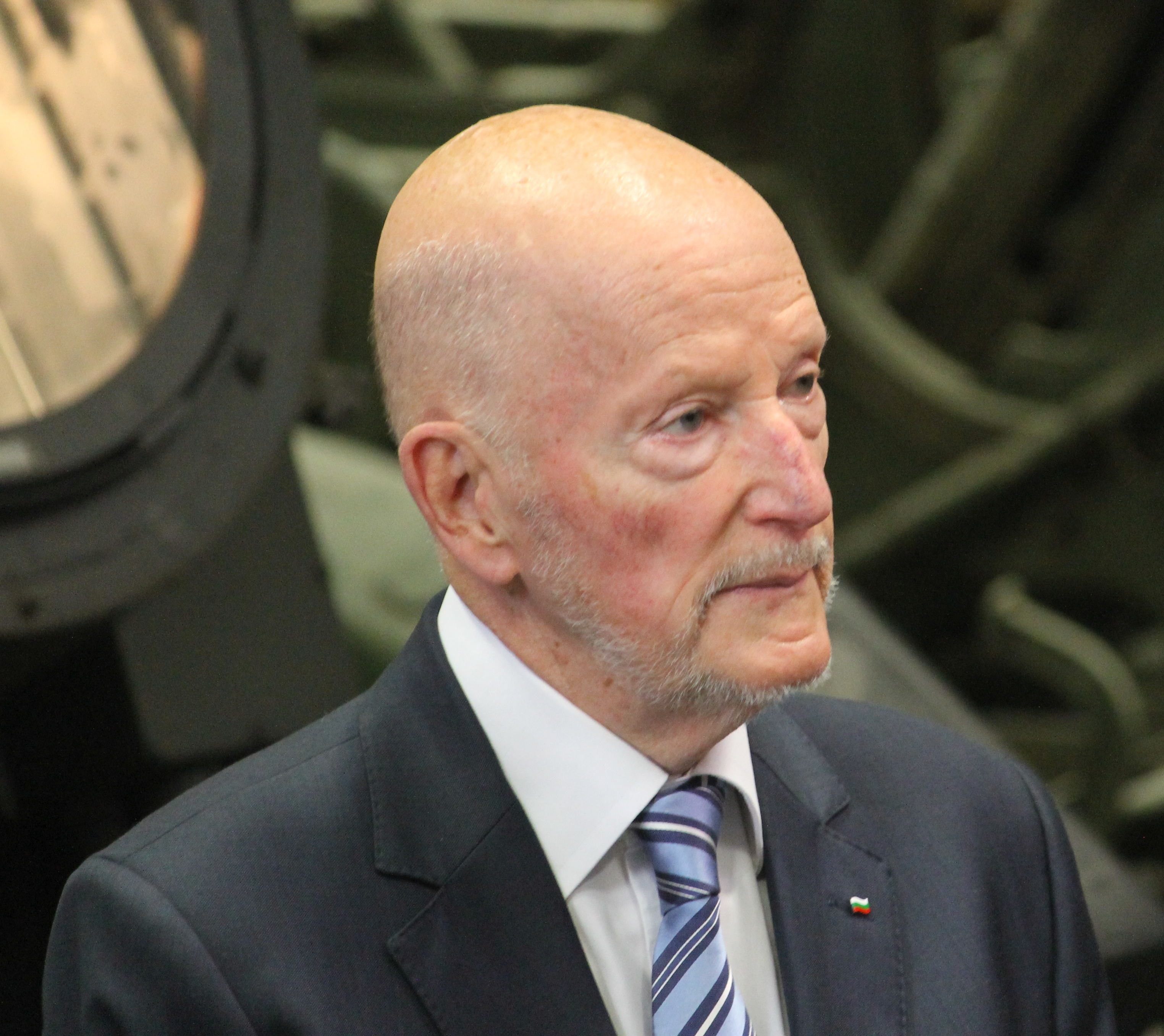
Noul premier al Bulgariei, fostul țar al Bulgariei, Simeon Saxe-Coburg-Gotha

### August
- 1 august: Curtea supremă din Alabama este presată să-și îndepărteze monumentul cu Decalogul Evreiesc de pe clădirea juridică.
- 7 august: La Primăria Sinaia ajung notificări prin care regele Mihai cere înapoi domeniul regal de la Sinaia, care se întinde pe o suprafață de 60 de hectare, și imobilele și terenurile de pe domeniul regal. Împreună sunt evaluate la suma de 20 milioane de dolari. Avocații regelui depun notificări și la primariile din Bușteni, Predeal și Azuga, pentru terenuri în suprafață totală de 1.197 de hectare.[1]
- 7 august: 14 mineri au murit și alți patru au fost răniți în urma exploziei la Mina Vulcan.
- 9 august: Restaurantul Sbarro din Ierusalim este atacat de un terorist palestinian care ucide 15 civili și rănește alți 130.
- 10 august: Un tren din Angola este atacat, cauzând moartea a 252 de persoane.
- 21 august: NATO decide să trimită trupe pacificatoare în Republica Macedoniei.
- 21 august: Este lansată melodia How You Remind Me, de către trupa canadiană de muzică rock, Nickelback, fiind nominalizată drept melodia anului 2001 în topul Billboard Hot 100 Songs.
- 24 august: Avionul din zborul Air Tranșat Flight 236 rămâne fără benzină deasupra Oceanului Atlantic pe ruta Lisabona - Toronto, și aterizează de urgență în Azore. Toți cei 306 de pasageri supraviețuiesc.
- 24 august: Microsoft lansează sistemul de operare Windows XP pentru calculatoarele personale.
- 31 august : Are loc în Africa de Sud, conferința mondială împotriva rasismului.

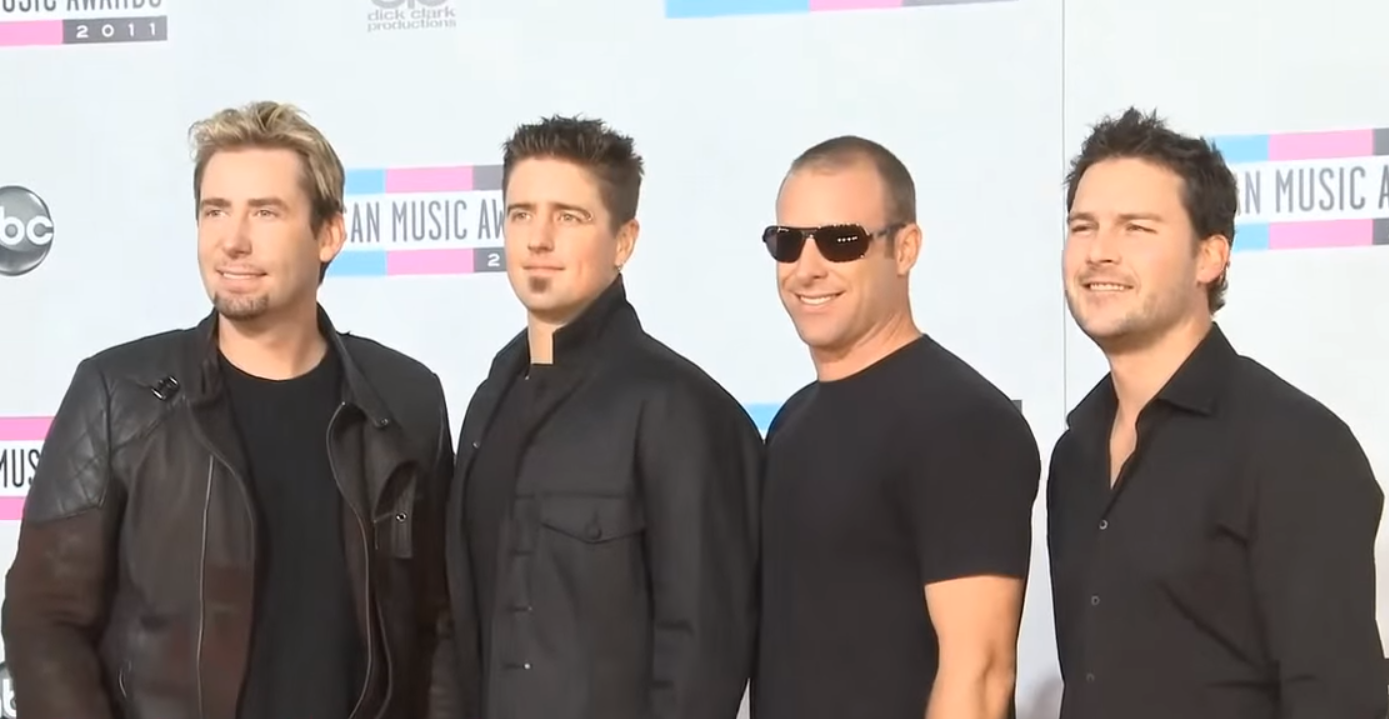
Trupa canadiană de muzică rock, Nickelback, lanseaza piesa How You Remind Me, fiind nominalizată piesa anului 2001 în topul Billboard Hot 100 Songs

### Septembrie

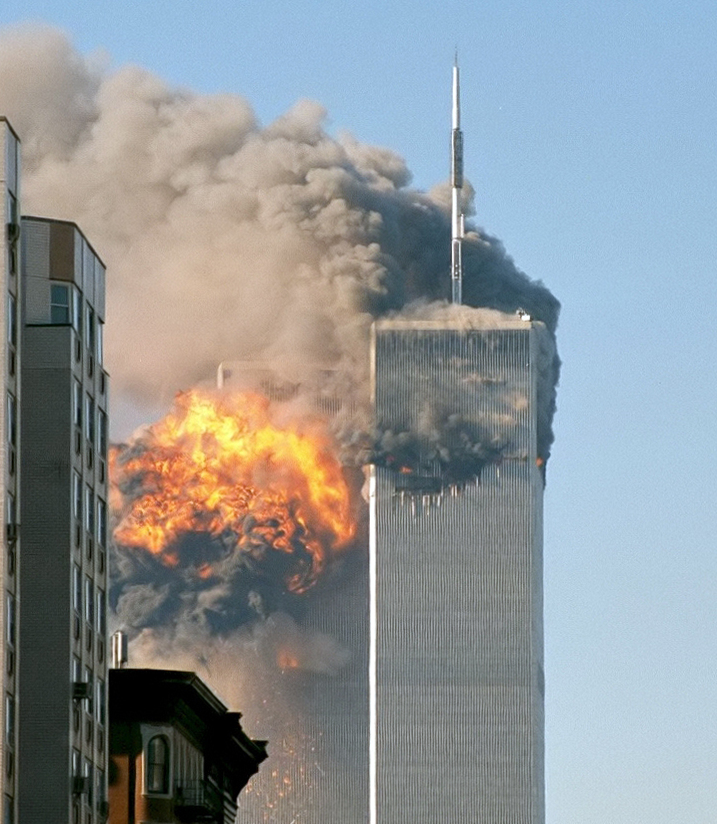
11 septembrie: Atentatele teroriste de la New York City.
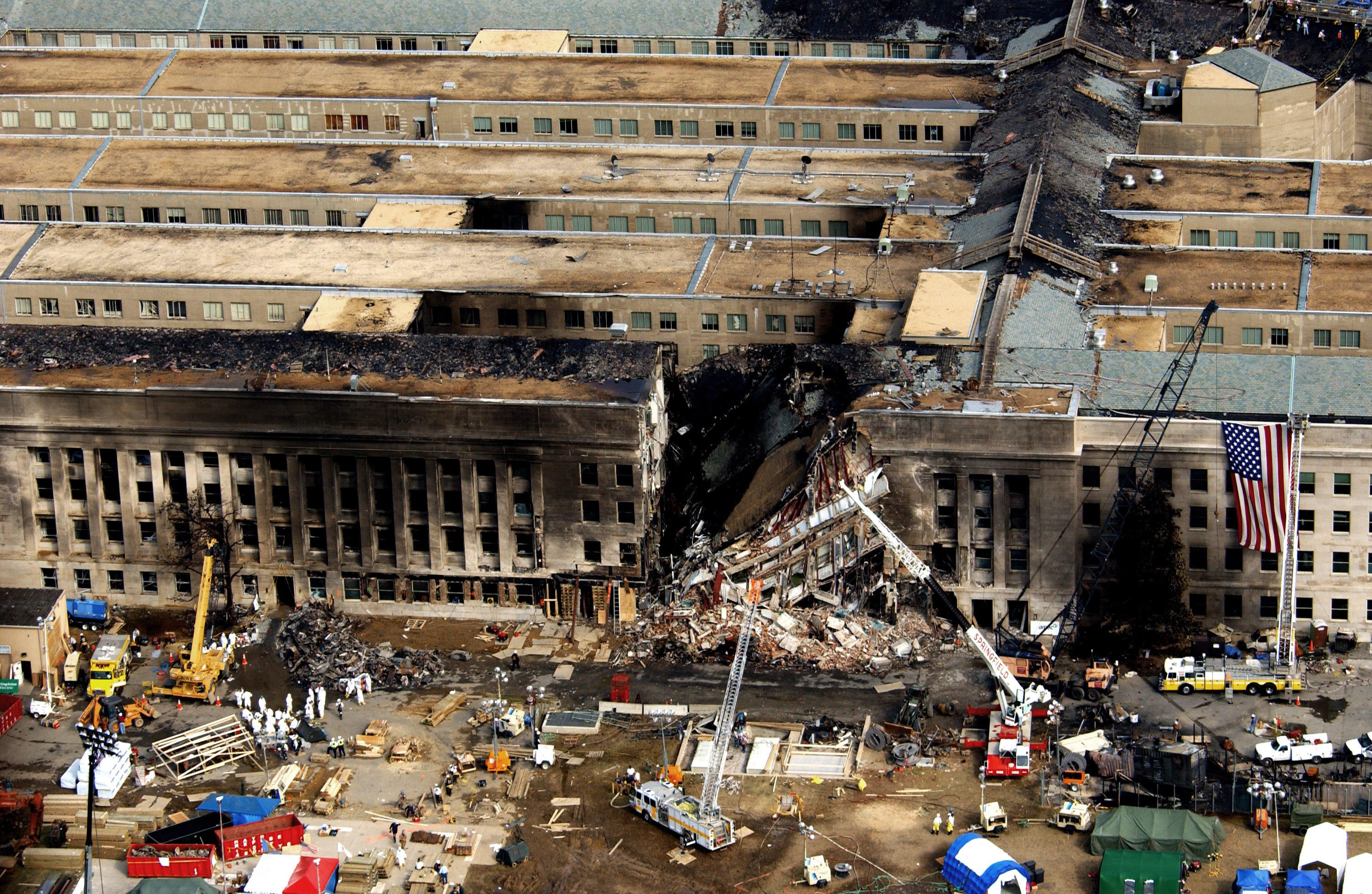
Pentagonul lovit de un avion deturnat de teroriști.

- 1 septembrie: Nakai, prima balenă orca captivă care s-a născut ca urmare a inseminării artificiale la SeaWorld San Diego.
- 3 septembrie: În Belfast, protestanții  loialiști  încep pichetul Sfintei Cruci la o școală primară catolică pentru fete. În următoarele 11 săptămâni, polițiștii îi escortează pe școlari și pe părinții lor departe de cei cateva sute de protestatari, pe fondul revoltelor și al violenței sporite.
  - Statele Unite, Canada și Israel se retrag de la Conferința ONU privind rasismul, deoarece consideră că problema sionismului este considerată rasism accentuat.
- 4 septembrie: Tokyo DisneySea se deschide publicului ca parte a Tokyo Disney Resort din Urayasu, Chiba, Japonia.
- 5 septembrie: Începe piesa Cât de lent posibil, compusă de John Cage. Va dura 639 de ani, terminându-se în anul 2640. [2]
- 6 septembrie: Statele Unite împotriva Microsoft Corp.: Departamentul Justiției Statelor Unite anunță că nu mai încearcă să dezbina Microsoft și va sancționa compania cu o penalizare mai mică conform legii antitrust.
- 9 septembrie:
  - Un sinucigaș îl ucide pe Ahmad Șah Massoud, comandantul militar al Alianței de Nord afgane.
  - Alegeri prezidențiale în Belarus: Președintele Aleksandr Lukașenko, după ce a schimbat constituția în 1994 și 1996 printr-un referendum în Belarus pentru a-și consolida puterea, câștigă un al doilea mandat într-un sondaj controversat.
- 10 septembrie:
  - Donald Rumsfeld ține un discurs cu privire la cheltuielile de Pentagon de 2,3 miliarde de dolari, care nu pot fi contabilizate. El identifică birocrația Pentagonului ca fiind cea mai mare amenințare pentru America. [3]
  - Antônio da Costa Santos, primarul din Campinas, Brazilia, este asasinat.
  - Charles Ingram câștigă 1 milion de lire sterline la emisiunea britanică Cine vrea să fie milionar? , dar nu primeste premiul după ce este acuzat că a trișat prin tușitul soției sale.[4]
- 11 septembrie: Atentatele teroriste de la New York City. Aproximativ 2.996 de persoane sunt ucise sau rănite mortal în atacurile din 11 septembrie de la World Trade Center din New York City, Pentagonul în Comitatul Arlington, Virginia, și în zonele rurale Shanksville, Pennsylvania după ce American Airlines Flight 11 și United Airlines Flight 175 au fost deturnate și se prăbușesc în Turnurile Gemene, Zborul 77 al American Airlines este deturnat și se prăbușește în Pentagon, iar Zborul 93 al United Airlines este deturnat și se prăbușește în pajiștile din Shanksville, din cauza pasagerilor care luptă pentru a recâștiga controlul avionului. Turnurile Gemene se prăbușesc ca urmare a coliziunilor.
- 12 septembrie: Toate avioanele din Statele Unite rămân la sol.
- 13 septembrie: Traficul aeronavelor civile se reiau în Statele Unite după atacurile teroriste de la New York City.
- 14 septembrie: 
  - Serviciul Național de Rugăciune istoric organizat la Catedrala Națională din Washington pentru victimele atacurilor teroriste de la New York City. O slujbă similară este ținută în Canada, cea mai mare priveghere care a avut loc vreodată în capitala națiunii.
  - Nintendo Gamecube este lansat în Japonia, urmat de alte lansări pe piețele occidentale la sfârșitul anului 2001.
- 17 septembrie: Bursa de Valori din New York se redeschide pentru tranzacționare după atacurile teroriste de la New York City, cea mai lungă închidere de la Marea Depresiune.
- 17 septembrie: În Anglia, este inaugurat Gateshead Millennium Bridge.
- 18 septembrie: Încep atacurile cu antrax. Scrisorile care conțin spori antrax sunt trimise prin poștă la Princeton, New Jersey, ABC News, CBS News, NBC News, New York Post și National Enquirer. În total, douăzeci și două de persoane sunt expuse, rezultând cinci decese.
- 20 septembrie: Într-o adresare la o sesiune comună a Congresului și a poporului american, președintele american, George W. Bush, declară „Războiul împotriva terorii”.
- 21 septembrie:
  - În Toulouse, Franța, fabrica de produse chimice AZote Fertilisant explodează, ucigând 29 de persoane și rănind peste 2.500.
  - Creșterea tensiunilor rasiale în Peterborough, Anglia, în urma atacurilor teroriste de la New York City, a dus la asasinarea lui Ross Parker, de către o bandă de zece musulmani într-un atac motivat rasial.
  - Deep Space 1 zboară la mai puțin de 2.200 km de Cometa Borrelly.
  -  America: A Tribute to Heroes  este difuzat de peste 35 de canale de rețea și cablu, strângând peste 200 de milioane de dolari pentru victimele atacurilor teroriste de la New York City.
- 27 septembrie: Are loc masacrul din Zug: În Zug, Elveția, Friedrich Leibacher împușcă 18 cetățeni, ucigând 14, apoi se sinucide.

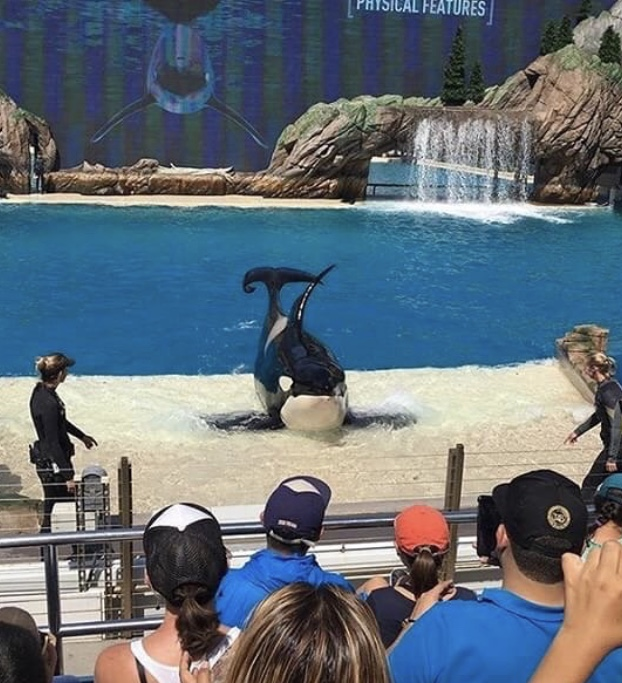
1 septembrie: Nakai-prima balenă nǎscutǎ din inseminare artificială
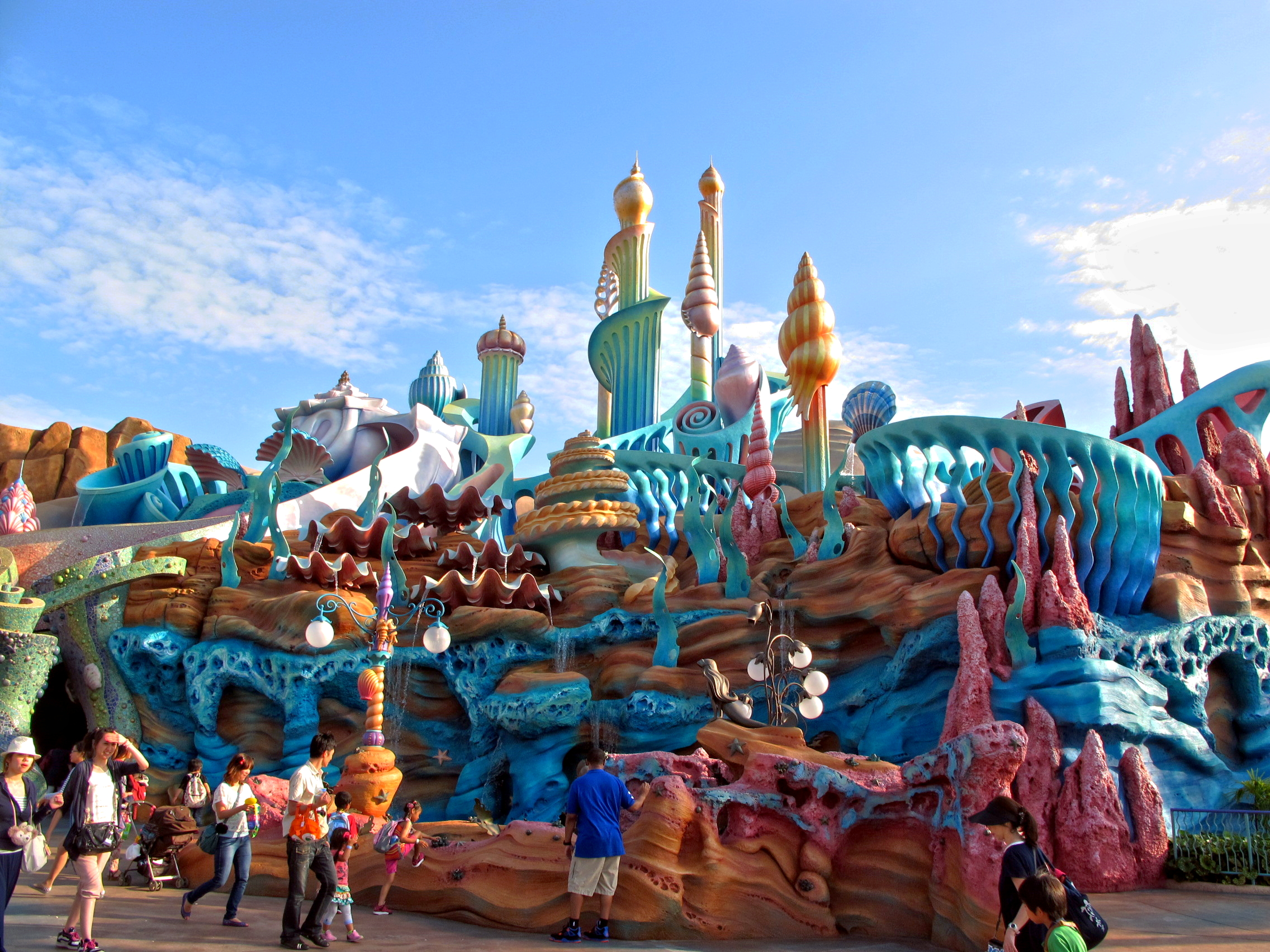
4 septembrie: Se deschide parcul Tokyo DisneySea
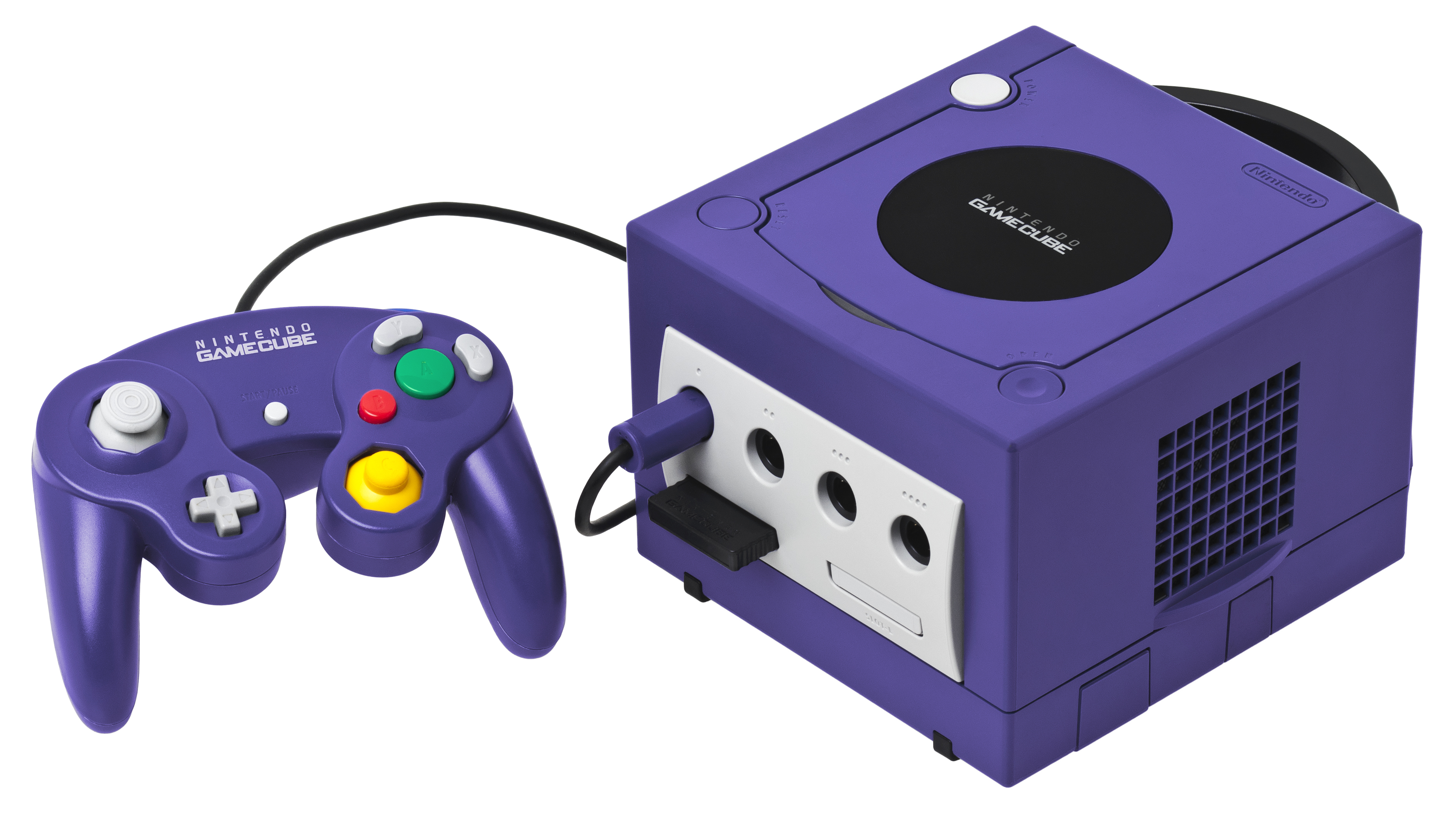
14 septembrie: GameCube este lansat
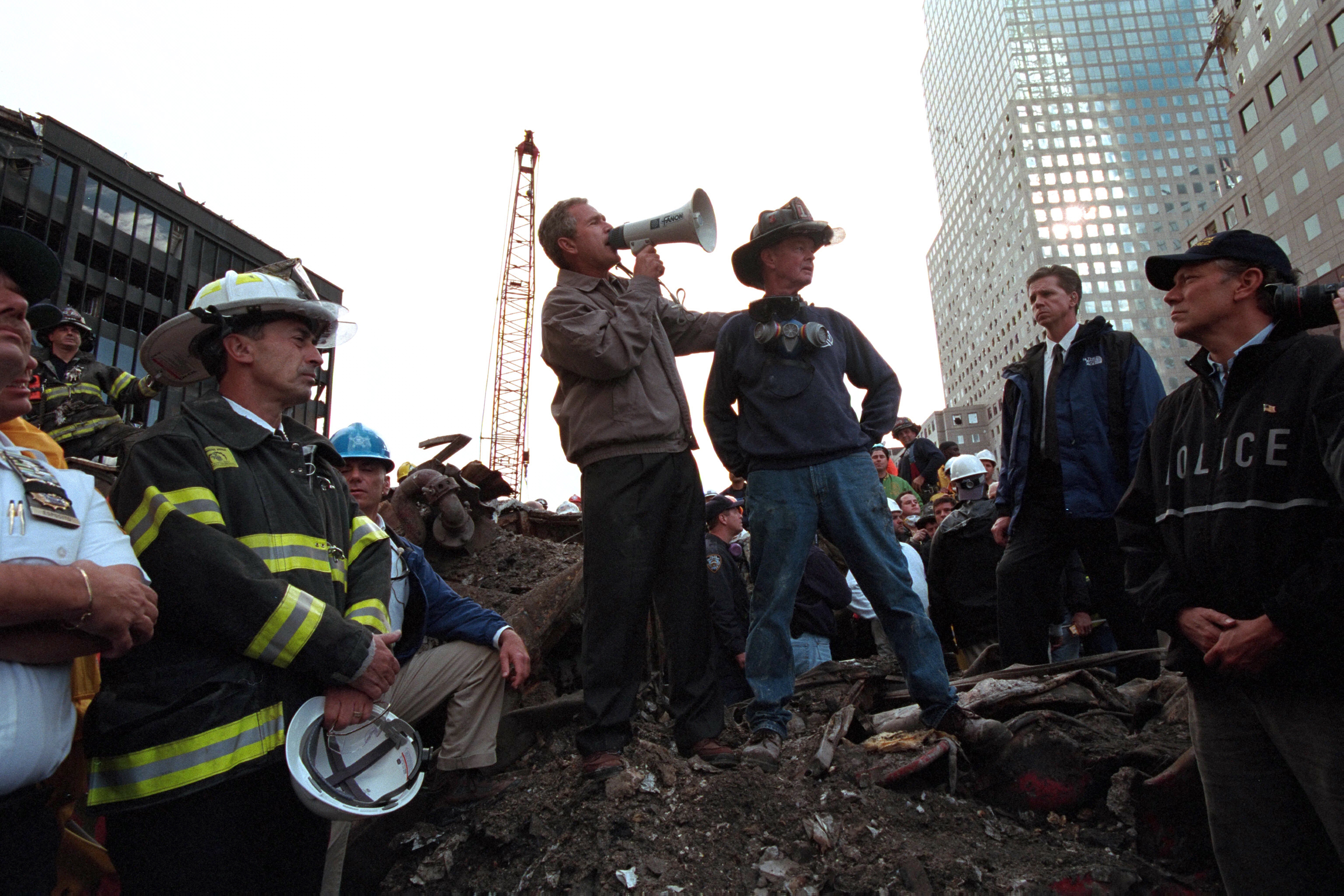
14 septembrie: Președintele George W. Bush la ruinele Turnurilor Gemene, ținând un discurs faimos pompierilor
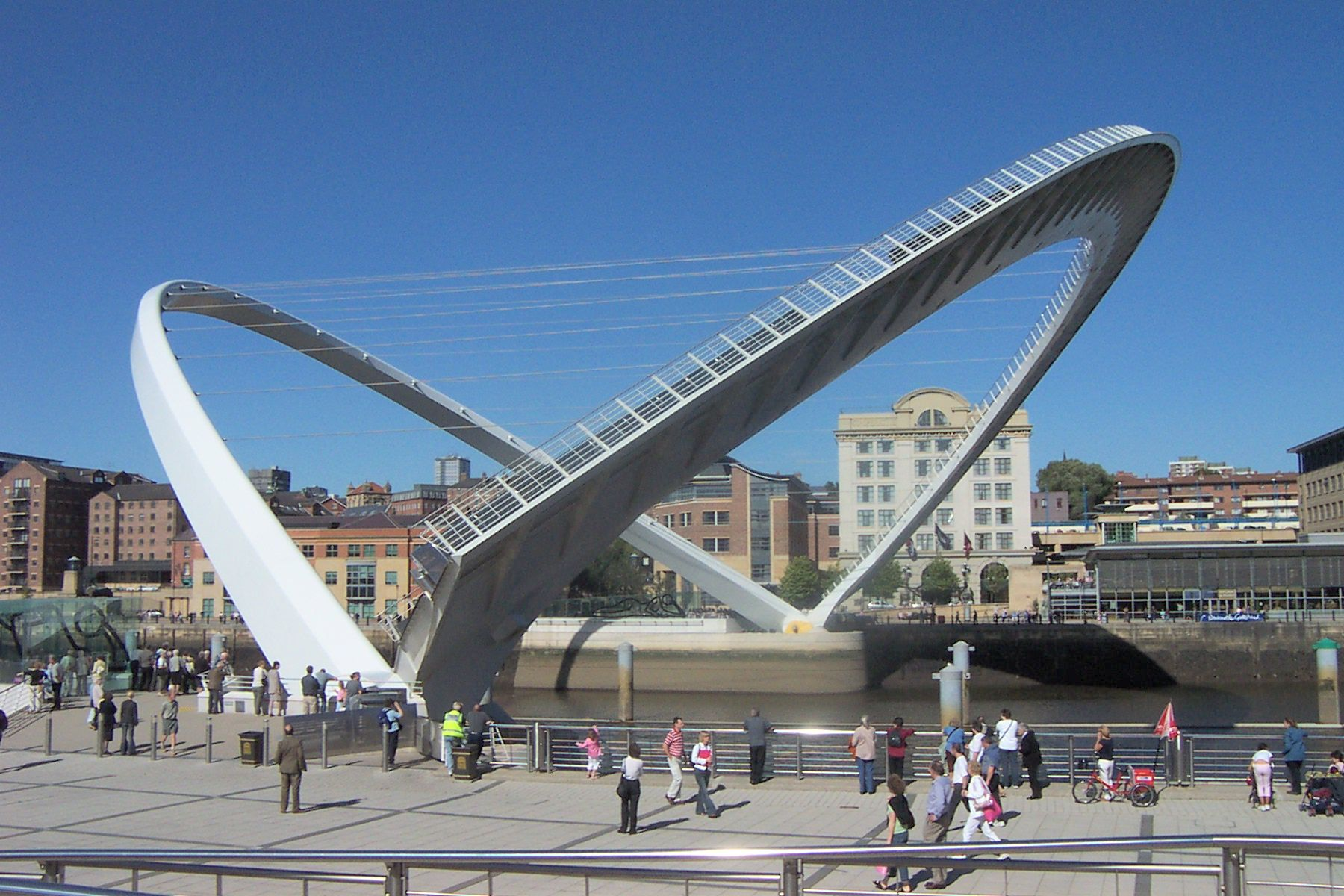
17 septembrie: Este inaugurat podul Gateshead Millennium Bridge

### Octombrie
- 1 octombrie: Militanții au atacat clădirea legislativului de stat din Srinagar, Kashmir, ucigând 38 de oameni.
- 2 octombrie: Swissair caută protecție împotriva falimentului și își menține toate avioanele la sol, având ca rezultat anularea a peste 230 de zboruri și blocarea a 18.000 de oameni din întreaga lume.
- 4 octombrie: Zborul 1812 al Siberia Airlines, se prăbușește peste Marea Neagră pe ruta Tel Aviv, Israel, către Novosibirsk, Rusia. Au decedat 78 de pasageri.
- 7 octombrie: Războiul din Afganistan: Ca răspuns la atacurile teroriste din 11 septembrie, Statele Unite invadează Afganistanul, cu participarea altor națiuni, începând astfel oficial Războiul împotriva terorii. În prima fază, bombardează bazele talibane și instalațiile militare al-Qaeda din Afghanistan cu rachete Tomahawk de pe crucișătorul USS Philippine Sea.
- 8 octombrie:
  - Un avion cu două motoare Cessna și Scandinavian Airlines se ciocnesc în ceață grea în timpul decolării din Milano, Italia, ucigând 118 persoane.
  - Președintele american, George W. Bush, anunță înființarea Oficiului pentru Securitate Internă.
- 9 octombrie: Al doilea atac cu scrisori infectate cu antrax are loc la Trenton, New Jersey.
- 15 octombrie: Sonda spațială Galileo a NASA, trece la mai puțin de 180 de kilometri de luna lui Jupiter, Io.
- 17 octombrie: Ministrul israelian al turismului, Rehavam Ze'evi, este asasinat într-un atac terorist.
- 19 octombrie: SIEV X se scufundă pe ruta către Insula Crăciunului, ucigând 353 de oameni.
- 22 octombrie: Rockstar lansează jocul de acțiune-aventură Grand Theft Auto III, jocul cu cele mai mari încasări ale anului 2001, cu povestea amplasată în ficționalul oraș Liberty City, inspirat după New York City. Jocul este controversat datorită gradului crescut de violență virtuală.
- 23 octombrie:
  - Armata republicană provizorie irlandeză, din Irlanda de Nord, începe dezarmarea după discuțiile de pace.
  - IPod-ul este lansat de Apple.
- 25 octombrie: Citând conotații cu genocidul ruandez, guvernul din Ruanda adoptă un nou steag național pentru țară.
- 26 octombrie: Președintele american, George W. Bush, semnează legea Patriot Act.
- 30 octombrie: România și SUA semnează Acordul privind statutul forțelor americane din România.

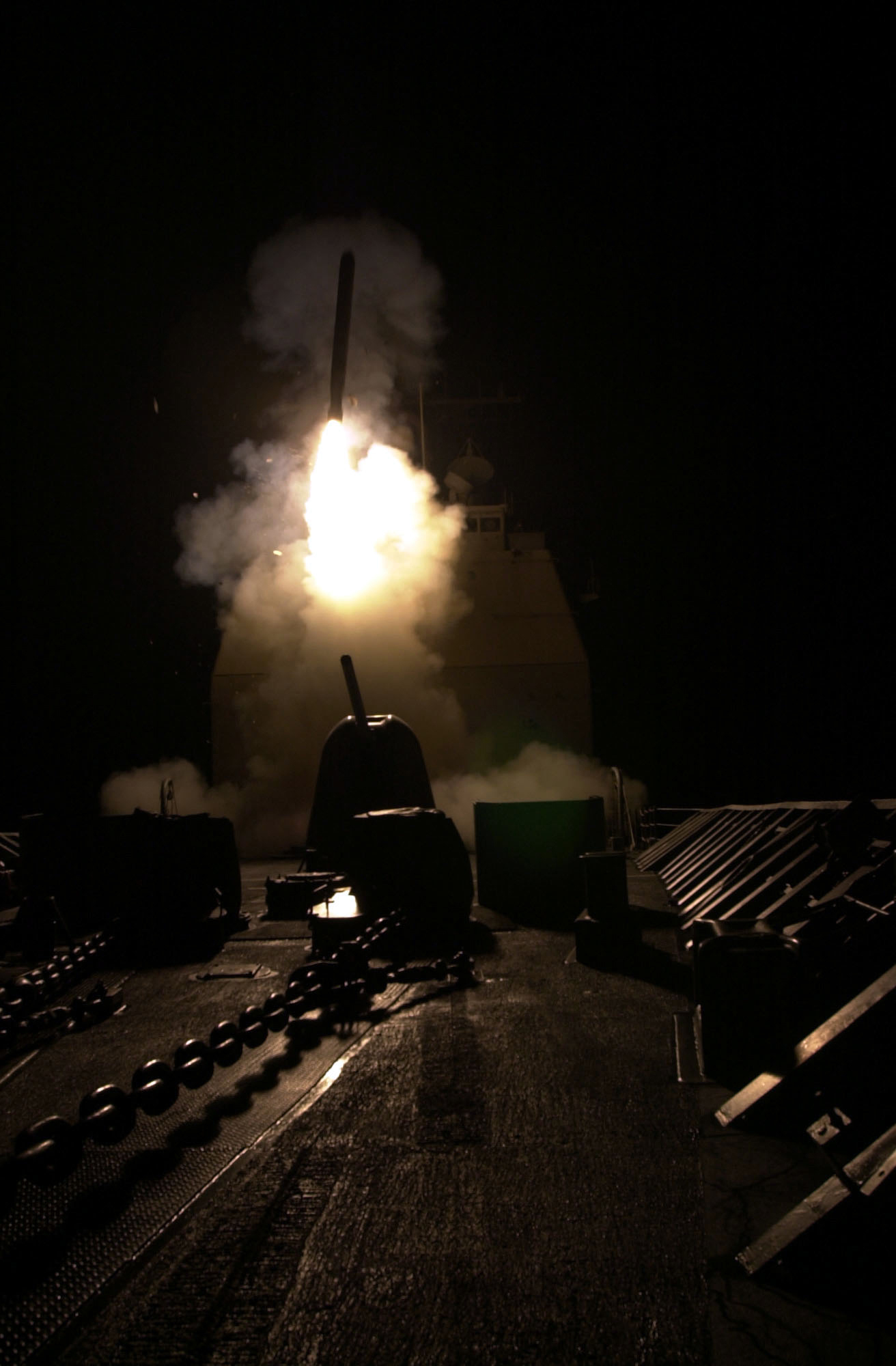
7 octombrie: SUA bombardează Afghanistan
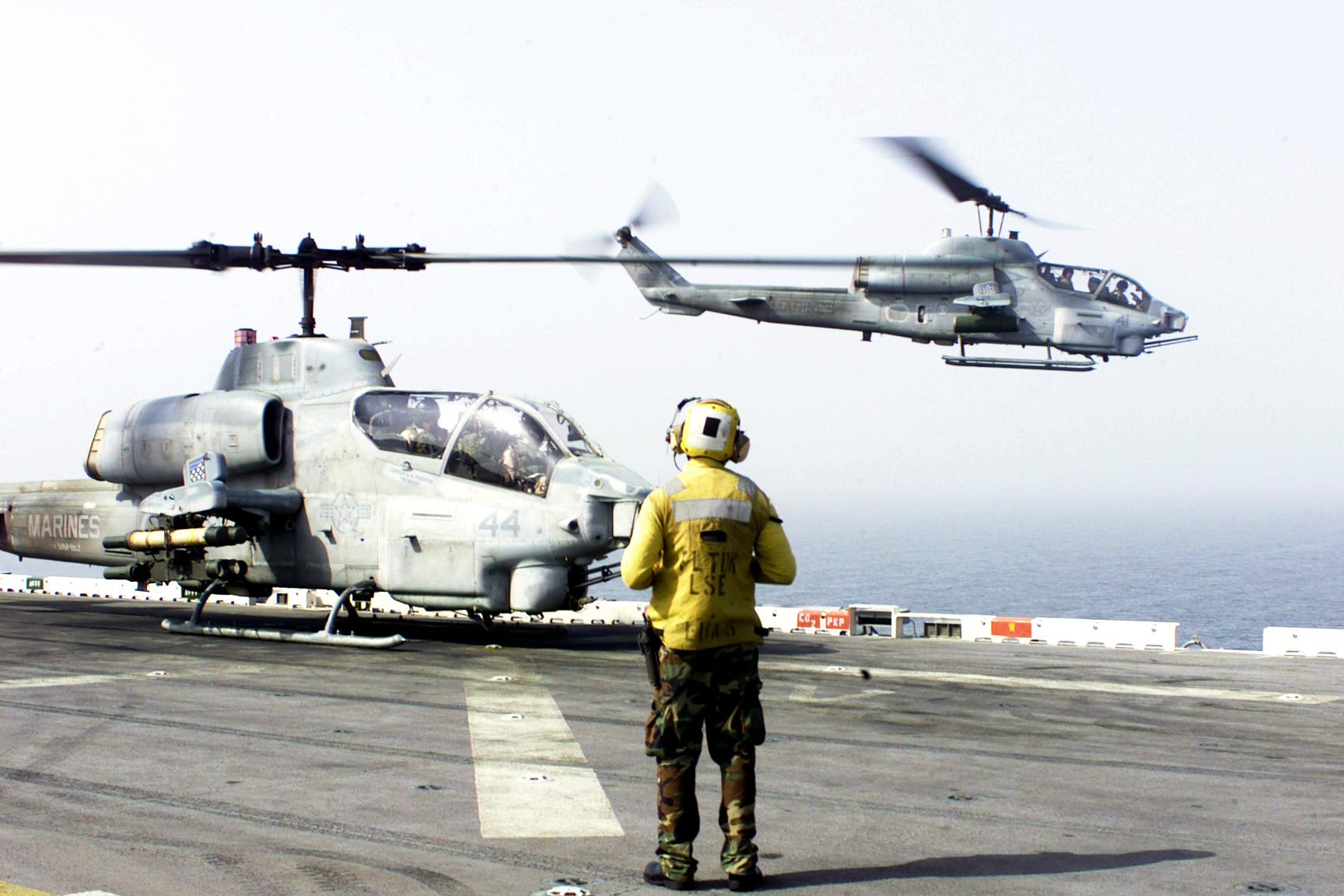
13 octombrie: Pe mare, la bordul navei de asalt amfibie USS Peleliu, elicopterele AH-1W "Super Cobra", decolează de pe puntea de zbor a navelor în drum spre Afghanistan
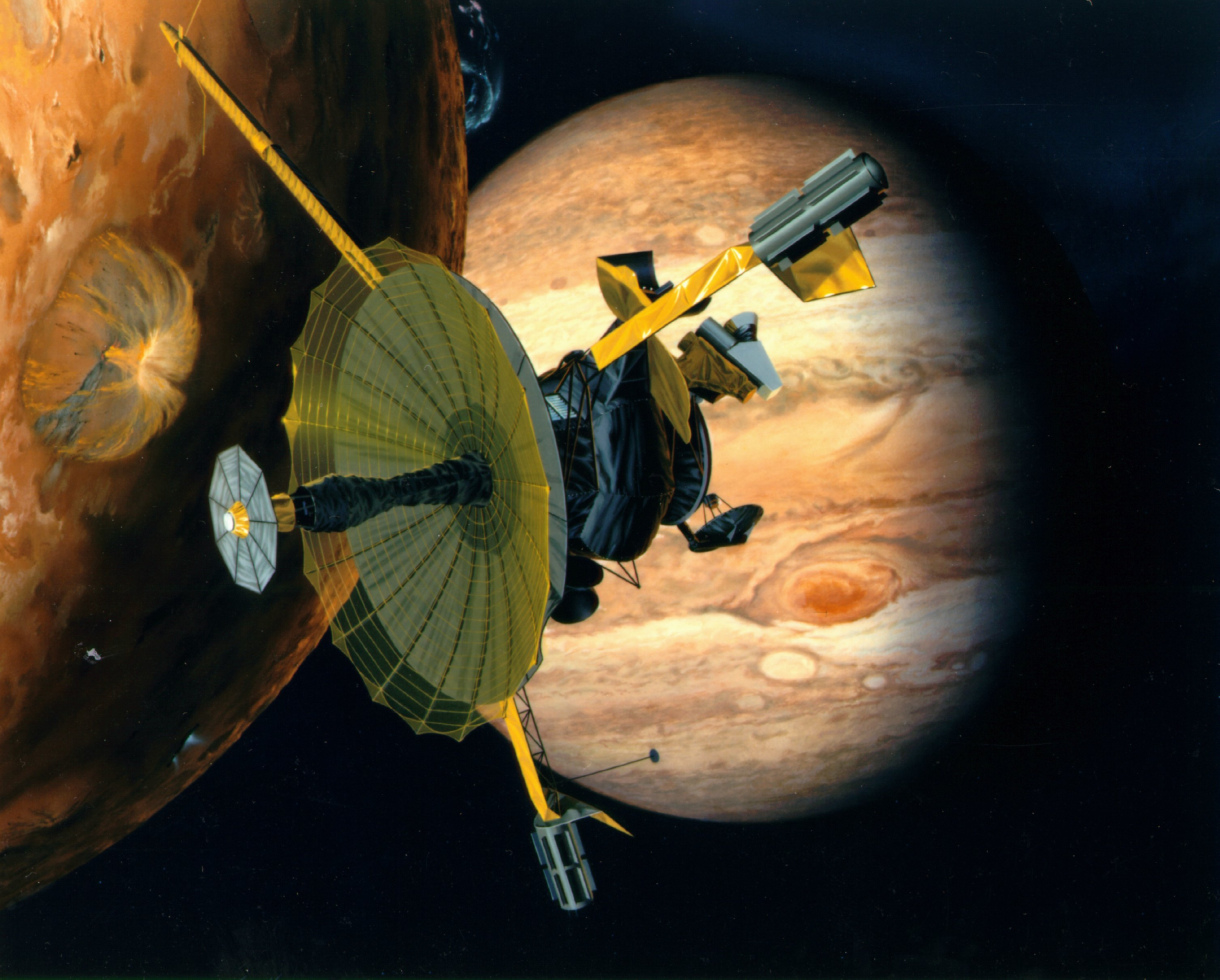
15 octombrie: Sonda Galileo lângă Jupiter
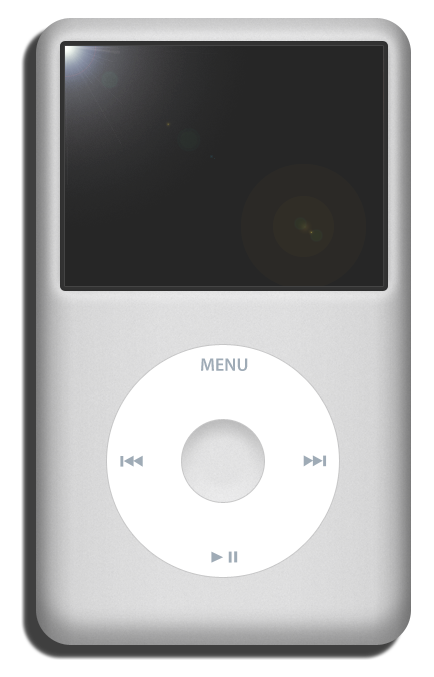
23 octombrie: Lansarea primului IPod
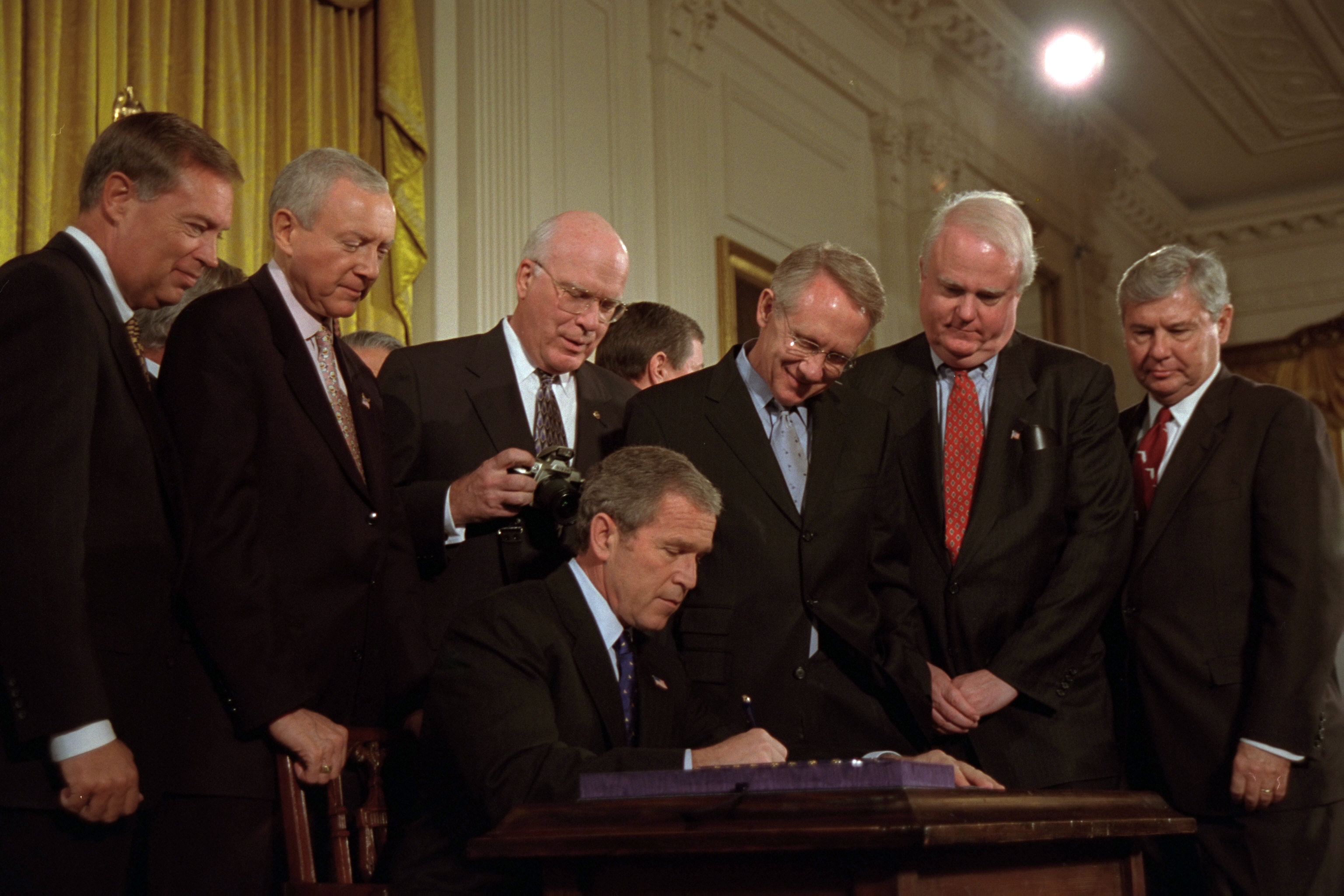
26 octombrie: Președintele american, George W. Bush, semnează legea Patriot Act

### Noiembrie
- 2 noiembrie: Forumul Global, organizație internațională de frunte în domeniul cooperării oraș-la-oraș, este înființat de ambasadorul Uri Savir.
- 4 noiembrie:
  - Uraganul Michelle lovește Cuba, distrugând recoltele și mii de case.
  - Serviciul de poliție din Irlanda de Nord este înființat, ca succesor al Royal Ulster Constabulary.
- 5 noiembrie: Ministrul Turismului, Dan Matei Agathon, lansează la Sighișoara proiectul Dracula Park. Investiția, estimată la 40 de milioane de dolari, la care au subscris 14.000 de români, prevedea construirea pe 50 de hectare a mai multor clădiri printre care un castel al lui Dracula și un Institut Internațional de Vampirologie. Proiectul a eșuat.
- 7 noiembrie: Sabena, compania aeriană națională din Belgia, intră în faliment.
- 10 noiembrie:
  - Alegeri federale australiene din 2001: Guvernul coaliției liberale/naționale a lui John Howard este reales cu o majoritate ușor crescută, învingând Partidul Laburist condus de Kim Beazley.
  - Ploile abundente și alunecările de noroi din Algeria ucid peste 900 de oameni.
- 11 noiembrie: Este lansat în cinematografe filmul Harry Potter and the Philosopher's Stone (în română Harry Potter și Piatra Filozofală), bazat pe romanul omonim scris de J. K. Rowling. Filmul este regizat de Chris Columbus și îi are ca actori principali pe: Daniel Radcliffe, Rupert Grint, Emma Watson, Richard Harris, Robbie Coltrane, Alan Rickman și Maggie Smith. Este filmul cu cele mai mari încasări ale anului 2001.
- 11 noiembrie: Jurnaliștii Pierre Billaud, Johanne Sutton și Volker Handloik, sunt uciși în Afganistan în timpul unui atac asupra convoiului în care călătoresc.
- 12 noiembrie:
  - Zborul American Airlines 587 s-a prăbușit în Queens la câteva minute după decolarea de pe Aeroportul Internațional John F. Kennedy, ucigându-i pe toți cei 260 de pasageri de la bord.
  - Război din Afganistan: Forțele talibane abandonează Kabul înaintea trupelor Alianței Nordului.
- 13 noiembrie: În primul astfel de act de după cel de-Al Doilea Război Mondial, președintele american George W. Bush, semnează un ordin executiv care permite tribunalelor militare împotriva oricărui străin suspectat de legături cu acte teroriste sau acte planificate împotriva Statelor Unite.
- 14 noiembrie: Război din Afganistan: Luptătorii Alianței Nordului preiau capitala Kabul.
- 15 noiembrie: Microsoft lansează consola Xbox, în Statele Unite, și intră pe piața jocurilor video.
- 23 noiembrie: Convenția privind criminalitatea informatică este semnată la Budapesta, Ungaria.
- 27 noiembrie: O atmosferă de hidrogen este descoperită pe planeta extrasolară Osiris, de către telescopul spațial Hubble, prima atmosferă detectată pe o planetă extrasolară.
- 30 noiembrie: Gary Ridgway, alias The Green River Killer, este arestat în fața fabricii de camioane în care lucrase, în Renton, Washington, Statele Unite. Arestarea sa marchează sfârșitul uneia dintre cele mai îndelungate anchete de omucidere din istoria Statelor Unite.

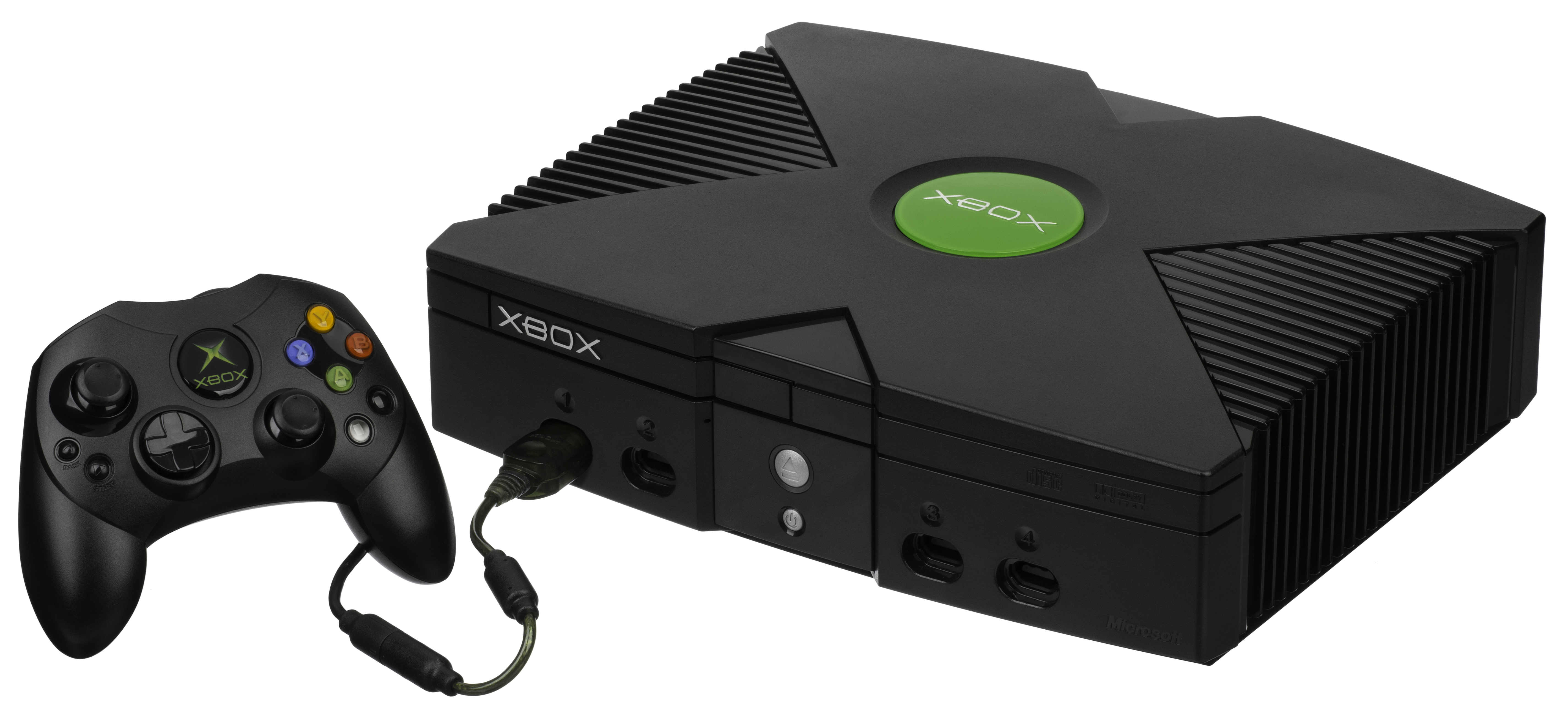
15 noiembrie: Microsoft lansează Xbox
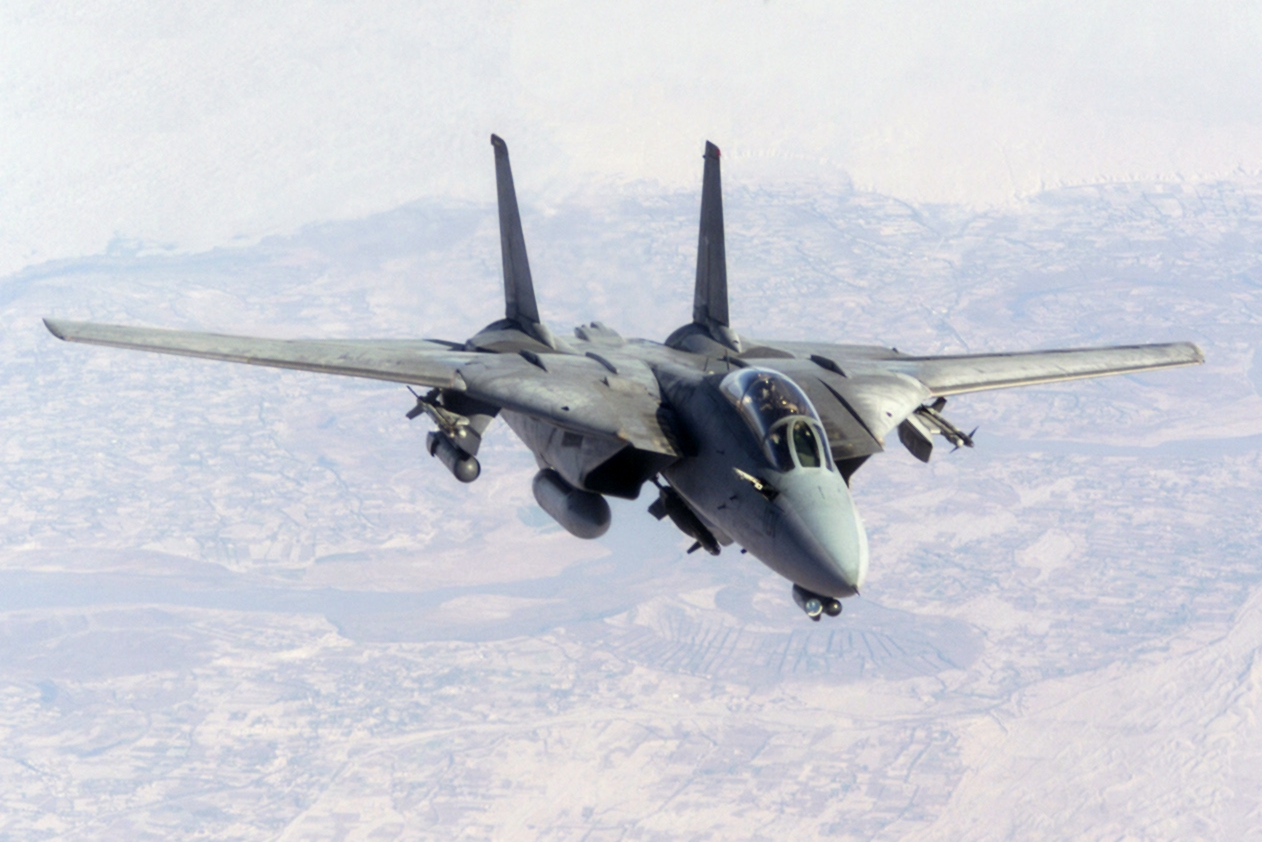
7 noiembrie: Avion american F-14D survolând în Afghanistan
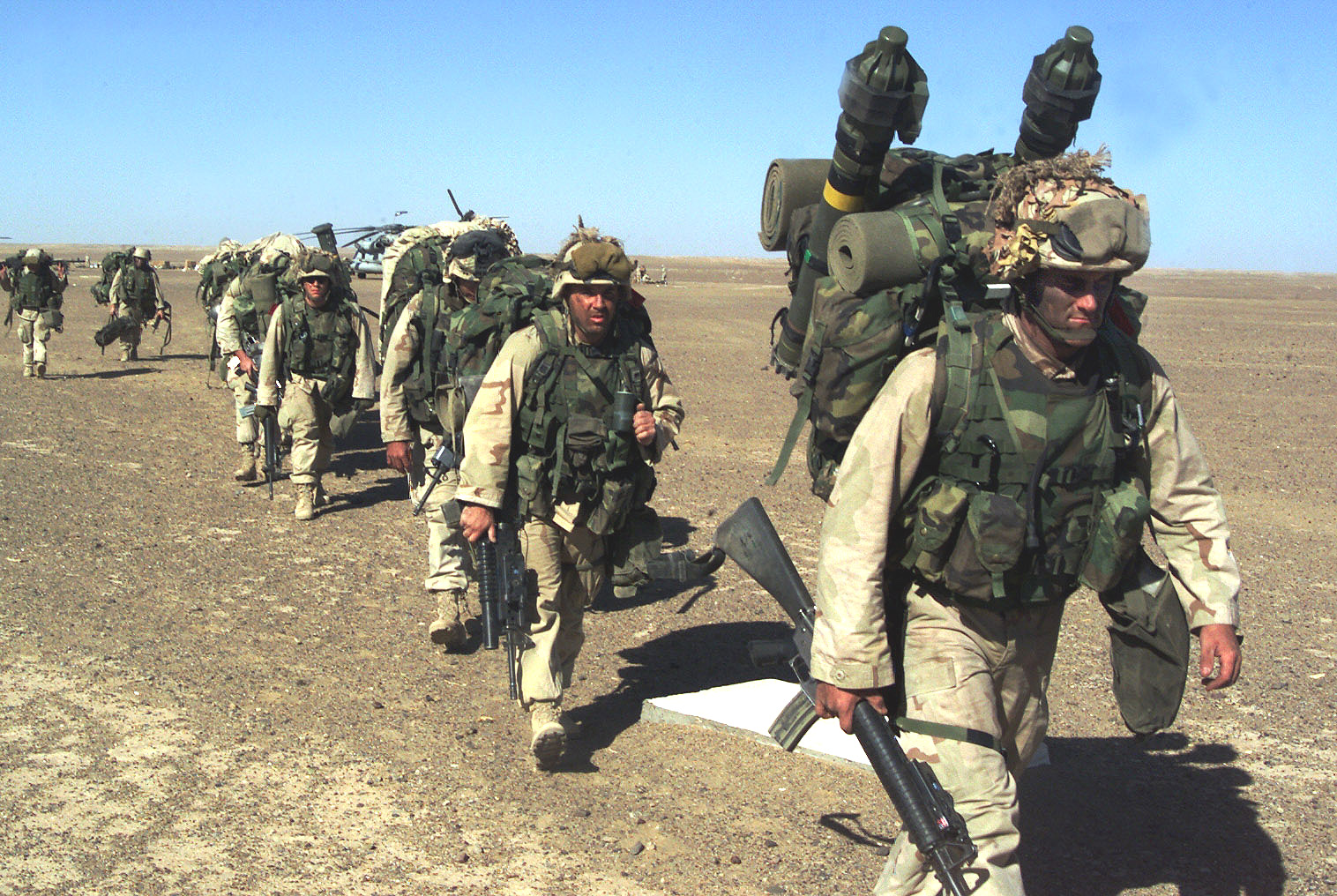
25 noiembrie: Pușcași marini americani patrulând în Afghanistan

### Decembrie
- 1 decembrie: Ultimul zbor Trans World Airlines aterizează pe Aeroportul Internațional St. Louis, în urma achiziției TWA, de către American Airlines.
- 2 decembrie:
  - Enron solicită protecția falimentului în capitolul 11 la 5 zile după ce Dynegy anulează o ofertă de cumpărare de 8,4 miliarde USD (până în acest moment, cel mai mare faliment din istoria SUA).
  - Marea depresiune argentiniană din 1998-2001: Corralito - Guvernul îngheață efectiv toate conturile bancare timp de douăsprezece luni, ducând la revoltele din decembrie 2001 în Argentina.
- 3 decembrie: Oficialii anunță că unul dintre prizonierii talibani capturați după răscoala din Mazar-i-Sharif, Afganistan, este John Walker Lindh, cetățean al Statelor Unite.
- 6 decembrie-17 decembrie: Bătălia de la Tora Bora.
- 7 decembrie: Consiliul Uniunii Europene aprobă ridicarea obligativității vizelor pentru cetățenii români din 2002.
- 11 decembrie:
  - Republica Populară Chineză se alătură Organizației Mondiale a Comerțului.
  - Guvernul Statelor Unite îl acuză pe Zacarias Moussaoui pentru implicarea în atacurile teroriste din 11 septembrie.
  - Serviciul Vamal al Statelor Unite face raiduri la membrii grupului internațional de piraterie software DrinkOrDie în Operațiunea Buccaneer.
- 13 decembrie:
  - Atacul Parlamentului indian din 2001: 12 oameni sunt uciși în urma atacului, ceea ce a dus la o confruntare dintre India și Pakistan (2001-2001).
  - Președintele american, George W. Bush, anunță retragerea SUA din Tratatul anti-rachete balistice din 1972.
- 15 decembrie: Turnul înclinat din Pisa se redeschide după 11 ani și 27.000.000 de dolari cheltuiți pentru a-l fortifica.
- 19 decembrie: Se lanseaza filmul Stăpânul Inelelor: Frăția Inelului, având la baza romanul scris de J. R. R. Tolkien. Filmul a fost regizat de Peter Jackson și a avut ca actori principali pe: Elijah Wood, Ian McKellen, Viggo Mortensen, Cate Blanchett, Orlando Bloom, Christopher Lee, Hugo Weaving, Sean Bean și Ian Holm. 
  - La Tosontsengel, Zavkhan, Mongolia, se înregistrează o presiune barometrică mare de 1085,6 hPa (32,06 inHg).
  - Criza economică argentiniană: Revolte izbucnesc în Buenos Aires, Argentina.
- 21 decembrie:
  - Parlamentul României aprobă trimiterea de trupe în Afganistan în cadrul Forței Internaționale.
  - Este lansat filmul O minte sclipitoare, cu actorul Russell Crowe în rolul principal. Filmul va fi premiat cu Premiul Oscar pentru cel mai bun film al anului 2001.
- 22 decembrie:
  - Burhanuddin Rabbani, liderul politic al Alianței Nordului, predă puterea, în Afganistan, guvernului interimar condus de președintele Hamid Karzai.
  - Teroristul islamic britanic, Richard Reid, încearcă să distrugă un avion de pasageri prin aprinderea explozivilor ascunși în pantofii săi la bordul zborului 63 al American Airlines.
- 27 decembrie:
  - Republicii Populare Chineze i se acordă un statut comercial permanent cu Statele Unite.
  - Furtuna tropicală Vamei se formează la 1,5 grade de la Ecuator. Niciun alt ciclon tropical din istoria înregistrată nu s-a apropiat așa de aproape de Ecuator.
- 29 decembrie: Un incendiu izbucnește la centrul comercial Mesa Redonda din Lima, Peru. Au decedat cel puțin 291 de persoane.

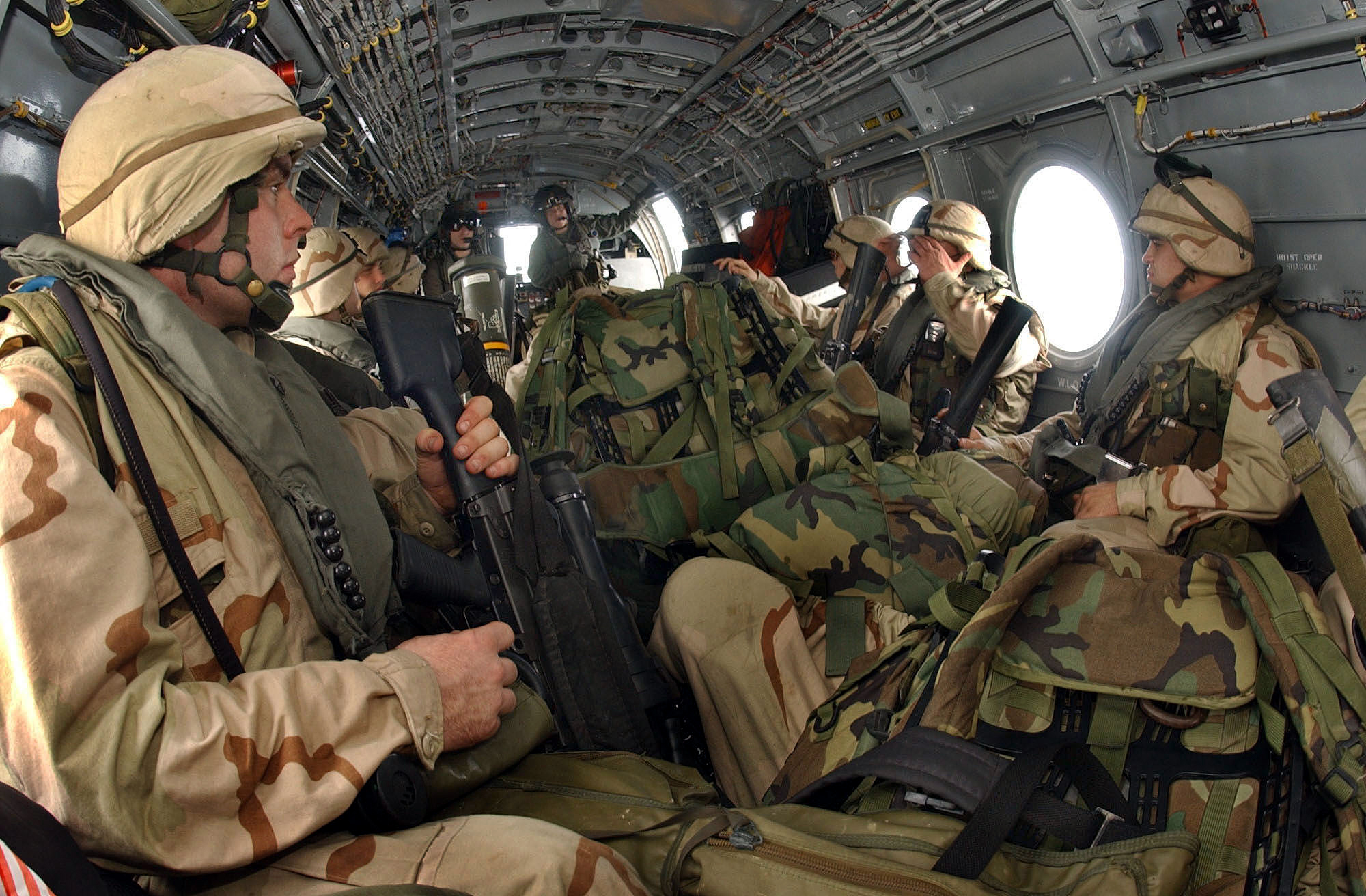
14 decembrie: Pușcașii marini americani dintr-o unitate expeditionară debarcă în Afghanistan dintr-un avion amfibie USS Bataan
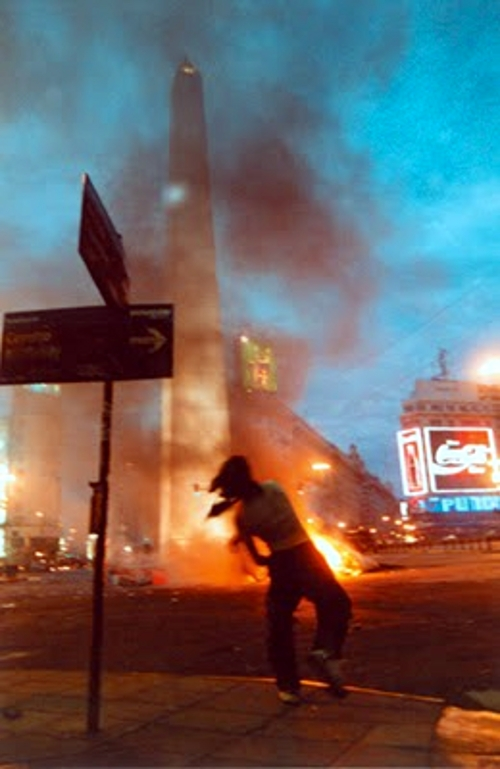
19 decembrie: Violențele din Argentina
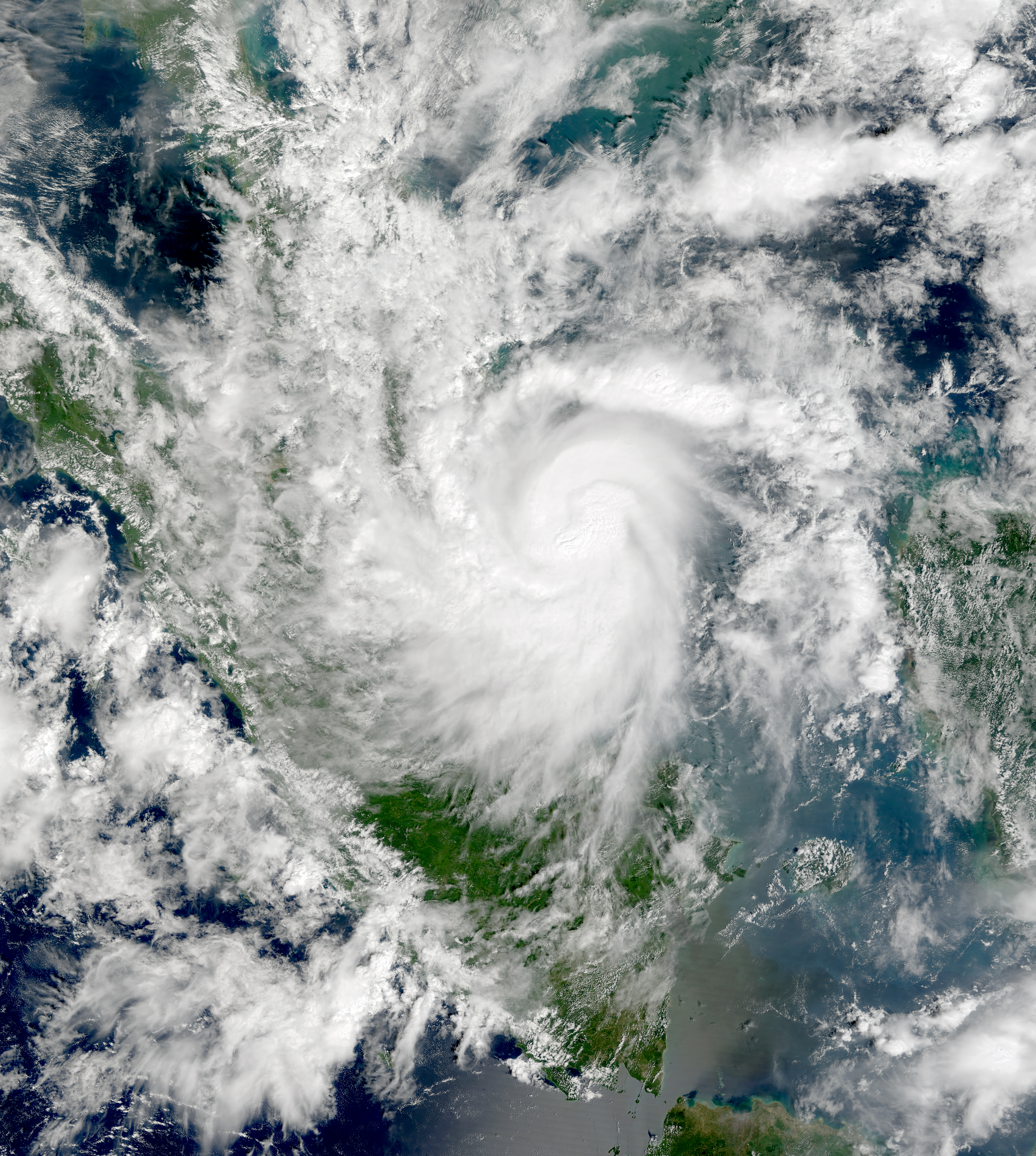
Ciclonul Vaimei care a traversat Ecuatorul
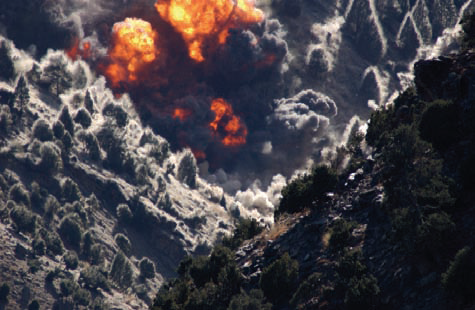
Bombardamente americane în Tora Bora

### Nedatate
- noiembrie: VAG, operatorul de transport public din Nürnberg, Germania, începe testarea unui capabus hibrid care utilizează un sistem de acționare diesel-electric cu condensatori electrici cu dublu strat.

## Nașteri

### Ianuarie
- 1 ianuarie: Angourie Rice, actriță australiană
- 3 ianuarie: Deni Avdija, jucător israelian de baschet
- 9 ianuarie: Rodrygo (Rodrygo Silva de Goes), fotbalist brazilian (atacant)
- 15 ianuarie: Alexandra Agiurgiuculese, sportivă italiană de etnie română (gimnastică ritmică)
- 25 ianuarie: Michela Pace, cântăreață malteză
- 29 ianuarie: Lee Dae-hwi, cântăreț și compozitor sud-coreean, membru al formației K-pop AB6IX

### Februarie
- 7 februarie: R. J. Hampton, jucător american de baschet
- 9 februarie: Răzvan Ducan, fotbalist român
- 13 februarie: Kaapo Kakko, jucător finlandez de hochei pe gheață
- 15 februarie: Haley Tju, actriță americană
- 19 februarie: David Mazouz, actor american
- 21 februarie: Isabella Acres, actriță americană
- 24 februarie: Ramona Marquez, actriță britanică
- 28 februarie: Andrei Șelaru, YouTuber român

### Martie
- 9 martie: Jeon So-mi (n. Ennik Somi Douma), cântăreață canadiană de etnie sud-coreeană
- 23 martie: Jovan Marković, fotbalist sârb și român (atacant)
- 30 martie: Anastasia Potapova, jucătoare de tenis rusă

### Aprilie
- 10 aprilie: Noa Kirel, cântăreață israeliană
- 13 aprilie: Dessita (n. Desislava Gheorgieva Dimova), cântăreață bulgară

### Mai
- 8 mai: Jordyn Pamela Huitema, fotbalistă canadiană (atacant)
- 14 mai: Jack Hughes, jucător american de hochei pe gheață
- 23 mai: Matt Lintz, actor american
- 24 mai: Darren Espanto, cântăreț filipinez
- 31 mai: Iga Świątek (Iga Natalia Świątek), jucătoare poloneză de tenis

### Iunie
- 1 iunie: Ed Oxenbould, actor australian
- 4 iunie: Takefusa Kubo, fotbalist japonez
- 12 iunie: Théo Maledon, jucător francez de baschet
- 18 iunie: Gabriel Martinelli (Gabriel Teodoro Martinelli Silva), fotbalist brazilian (atacant)
- 21 iunie: Alexandra Obolentseva, șahistă rusă

### Iulie
- 2 iulie: Abraham Attah, actor ghanez
- 8 iulie: Yang Peiyi, cântăreață chineză
- 10 iulie: Isabela Moner, actriță și cântăreață americană
- 22 iulie: Alisha Newton, actriță canadiană

### August
- 6 august: Ty Simpkins (Ty Keegan Simpkins), actor american
- 16 august: Jannik Sinner, jucător italian de tenis
- 22 august: LaMelo Ball, jucător american de baschet
- 23 august: Irina Rîngaci, sportivă din Republica Moldova
- 31 august: Amanda Anisimova, jucătoare americană de tenis

### Septembrie
- 3 septembrie: Kaia Gerber, model și actriță americană
- 18 septembrie: Filip Cristian Jianu, jucător român de tenis

### Octombrie
- 1 octombrie: Mason Greenwood (Mason Will John Greenwood), fotbalist englez (atacant)
- 8 octombrie: Percy Hynes White, actor canadian
- 8 octombrie: Bogdan-Daniel Deac, șahist român
- 13 octombrie: Caleb McLaughlin, actor american

### Decembrie

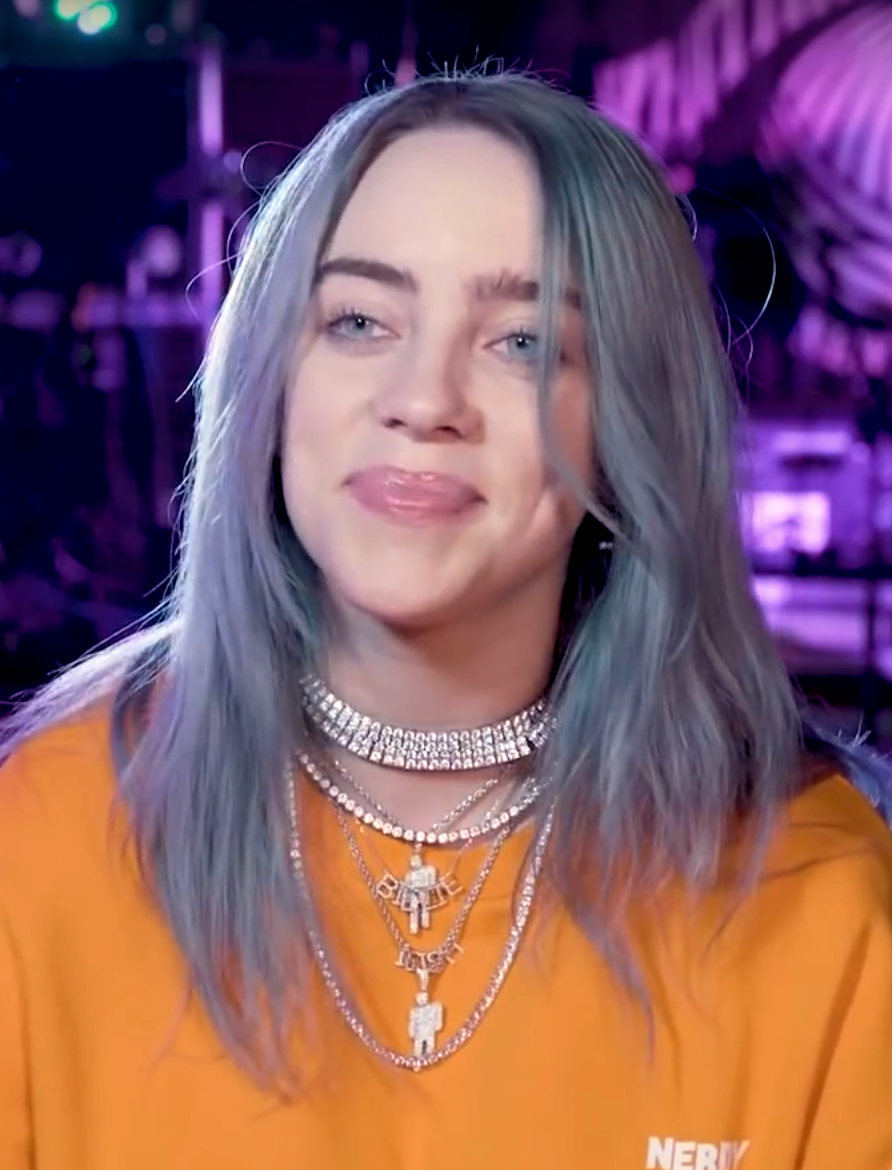
Billie Eilish

- 13 decembrie: Cristian Dumitru, fotbalist român
- 14 decembrie: Joshua Rush, actor american
- 18 decembrie: Billie Eilish, cântăreață, model și compozitoare americană
- 22 decembrie: Camila Osorio, jucătoare columbiană de tenis
- 28 decembrie: Madison De La Garza, actriță americană

## Decese

### Ianuarie
- 1 ianuarie: Ray Walston (Herman Raymond Walston), 86 ani, actor american (n. 1914)
- 1 ianuarie: Desmond Cory, 72 ani, scriitor britanic (n. 1928)
- 2 ianuarie: William P. Rogers, 87 ani, diplomat american (n. 1913)
- 7 ianuarie: Charles Helou, 87 ani, al nouălea președinte al Libanului (1964-1970), (n. 1913)
- 9 ianuarie: Paul Vanden Boeynants (Paul Emile François Henri Vanden Boeynants), 81 ani, prim-ministru al Belgiei (1966-1968 și 1978-1979), (n. 1919)
- 10 ianuarie: Jacques Marin (Jacques Raymond Marin), 81 ani, actor francez (n. 1919)
- 11 ianuarie: Denys Lasdun, 86 ani, arhitect britanic (n. 1914)
- 12 ianuarie: William Redington Hewlett, 87 ani, om de afaceri american, fondatorul companiei Hewlett-Packard (n. 1913)
- 12 ianuarie: Adhemar da Silva (Adhemar Ferreira da Silva), 73 ani, atlet brazilian (n. 1927)
- 13 ianuarie: Michael Cuccione (Michael James Cuccione), 16 ani, actor și activist canadian pentru copii (n. 1985)
- 16 ianuarie: Laurent-Désiré Kabila, 61 ani, președinte al Republica Democrată Congo (n. 1939)
- 17 ianuarie: Nicolae Mihai, 68 ani, scriitor român (n. 1932)
- 19 ianuarie: Ion C. Ciobanu (aka Ivan Ceban), 73 ani, scriitor și politician din R. Moldova (n. 1927)
- 25 ianuarie: Vadim Kojinov, 70 ani, scriitor rus (n. 1930)
- 27 ianuarie: Marie-José a Belgiei (n. Marie José Charlotte Sophie Louisa Amélie Henriette Olga Gabrielle), 94 ani, ultima regină a Italiei (n. 1906)
- 28 ianuarie: Ranko Marinković, 87 ani, scriitor croat (n. 1913)
- 29 ianuarie: Horia Rusu (Horia Mircea Rusu), 48 ani, politician român (n. 1952)
- 30 ianuarie: Michel Marcel Navratil, 92 ani, ultimul supraviețuitor al dezastrului Titanic (n. 1908)
- 31 ianuarie: Gordon R. Dickson (Gordon Rupert Dickson), 77 ani, scriitor canadian (n. 1923)

### Februarie
- 3 februarie: Walter Stain, 84 ani, politician german (n. 1916)

- 4 februarie: J. J. Johnson (James Louis Johnson), 77 ani, cântăreț american de jazz (n. 1924)
- 4 februarie: Iannis Xenakis, 78 ani, compozitor grec, născut în România (n. 1922)
- 7 februarie: Dale Evans (n. Lucille Wood Smith), 88 ani, actriță, cântăreață și compozitoare americană (n. 1912)
- 7 februarie: King Moody (n. Robert Moody), 71 ani, actor american (n. 1929)
- 9 februarie: Herbert A. Simon (Herbert Alexander Simon), 84 ani, economist american, laureat al Premiului Nobel (1978), (n. 1916)
- 10 februarie: Lewis Arquette (Lewis Michael Arquette), 65 ani, actor, scriitor și producător american de film (n. 1935)
- 11 februarie: Masao Ono, 77 ani, fotbalist japonez (n. 1923)
- 13 februarie: Ugo Fano, 88 ani, fizician italo-american (n. 1912)
- 17 februarie: Richard Wurmbrand, 92 ani, predicator luteran (n. 1909)
- 18 februarie: Balthus (Balthasar Klossowski de Rola), 93 ani, pictor francez (n. 1908)
- 18 februarie: Dale Earnhardt, 49 ani, pilot american de curse auto NASCAR (n. 1951)
- 19 februarie: Stanley Kramer (Stanley Earl Kramer), 87 ani, regizor american de film (n. 1913)
- 20 februarie: Rosemary DeCamp (Rosemary Shirley DeCamp), 90 ani, actriță americană (n. 1910)
- 22 februarie:  John Fahey (John Aloysius Fahey), 61 ani, chitarist și compozitor american (n. 1939)
- 24 februarie: Claude Shannon (Claude Elwood Shannon), 84 ani, matematician american (n. 1916)
- 24 februarie: Charles Fletcher-Cooke, 86 ani, politician britanic (n. 1914)
- 25 februarie: Sir Don Bradman (Donald George Bradman), 92 ani, jucător australian de cricket (n. 1908)
- 26 februarie: Arturo Uslar Pietri, 94 ani, scriitor, jurnalist și om politic din Venezuela (n. 1906)

### Martie
- 1 martie: Zaharia Pană (aka Zahu Pană), 79 ani, poet, scriitor și publicist aromân (n. 1921)
- 1 martie: Laurențiu Stan, 90 ani, pictor român, sculptor, publicist cultural și profesor de geografie (n. 1910)
- 4 martie: Jean René Bazaine, 96 ani, pictor francez (n. 1904)
- 9 martie:  Richard Stone, 47 ani, compozitor american (n. 1953)
- 9 martie: Gheorghe Silaș, 86 ani, inginer român (n. 1914)
- 9 martie: Petre Ghelmez, 69 ani, poet român (n. 1932)
- 10 martie: Michael Woodruff (Michael Francis Addison Woodruff), 89 ani, medic chirurg britanic și pionier al transplantului de organe (n. 1911)
- 10 martie: Massimo Morsello, 42 ani, muzician italian (n. 1958)
- 12 martie: Robert Ludlum (aka Jonathan Ryder și Michael Shepherd), 73 ani, autor american (n. 1927)
- 15 martie: Ann Sothern, 92 ani, actriță și cântăreață americană (n. 1909)
- 16 martie: Mária von Tasnády (n. Magdolna Fekete), 89 ani, actriță maghiară (n. 1911)
- 17 martie: Anthony Storr, 80 ani, medic psihiatru britanic (n. 1920)
- 17 martie: Ralph Thomas (Ralph Philip Thomas), 85 ani, regizor de film, britanic (n. 1915)
- 18 martie:  John Phillips, 65 ani, cantautor american (Mamas & Papas), (n. 1935)
- 20 martie: Ilie Verdeț, 76 ani, comunisr român (n. 1925)
- 21 martie: Chung Ju-yung (aka Jung Joo-young), 85 ani, afacerist sud-coreean (1915-2001), (n. 1915)
- 21 martie: Marcello Tusco (n. Marcello Pezzodipane), 70 ani, actor italian (n. 1930)
- 22 martie: William Hanna (William Denby Hanna), 90 ani, animator și om de afaceri american (n. 1910)
- 22 martie: Petre Hârtopeanu, 87 ani, pictor român (n. 1913)
- 23 martie: David McTaggart (David Fraser McTaggart), 68 ani, militant de mediu născut în Canada (n. 1932)
- 24 martie: Vasile Cărăbiș, 92 ani, etnograf și istoric român (n. 1909)
- 27 martie: Nicolae Lupu, 80 ani, istoric român (n. 1921)
- 28 martie: George Connor, 94 ani, pilot american de Formula 1 (n. 1906)
- 29 martie:  John Lewis (John Aaron Lewis), 80 ani, pianist și compozitor american de jazz (n. 1920)
- 29 martie: Helge Ingstad (Helge Marcus Ingstad), 101 ani, explorator norvegian (n. 1899)
- 31 martie: Clifford Glenwood Shull, 85 ani, fizician american, laureat al Premiului Nobel (1994), (n. 1915)

### Aprilie
- 4 aprilie: Liisi Oterma, 86 ani, astronomă finlandeză (n. 1915)

- 7 aprilie: David Graf (Paul David Graf), 50 ani, actor american (n. 1950)
- 7 aprilie: Beatrice Straight (Beatrice Whitney Straight), 86 ani, actriță americană (n. 1914)
- 8 aprilie: Reuven Ramaty (n. Reuven Reiter), 64 ani, astrofizician american (n. 1937)
- 11 aprilie: Alain Girel, 55 ani, sculptor francez (n. 1945)
- 12 aprilie: Dumitru Teaci, 75 ani, politician român (n. 1925)
- 14 aprilie: Hiroshi Teshigahara, 74 ani, regizor japonez de film (n. 1927)
- 15 aprilie: Joey Ramone (Jeffrey Ross Hyman), 49 ani, muzician și cântăreț american (n. 1951)
- 15 aprilie: Olga Lengyel, 92 ani, scriitoare maghiară (n. 1908)
- 16 aprilie: Paul Kazuo Kuroda, 84 ani, chimist american de etnie japoneză (n. 1917)
- 19 aprilie: Pierre Versins (n. Jacques Chamson), 78 ani, scriitor francez (n. 1923)
- 20 aprilie: Va'ai Kolone, 89 ani, prim-ministru al statului Samoa (1985-1989), (n. 1911)
- 20 aprilie: Giuseppe Sinopoli, 54 ani, dirijor și compozitor italian (n. 1946)
- 25 aprilie: Michele Alboreto, 44 ani, pilot italian de Formula 1 (n. 1956)
- 29 aprilie: Barend Biesheuvel, 81 ani, prim-ministru al Țărilor de Jos (1971–1973), (n. 1920)

### Mai
- 7 mai: Ioan Bărbuș, 83 ani, senator român (n. 1918)

- 11 mai: Douglas Adams (Douglas Noël Adams), 49 ani, autor englez (n. 1952)
- 12 mai: Perry Como (Pierino Ronald Como), 88 ani, cântăreț american (n. 1912)
- 12 mai: Corneliu Omescu, 64 ani, scriitor român (n. 1936)
- 13 mai:  Jason Miller (John Anthony Miller Jr.), 62 ani, actor și dramaturg american (n. 1939)
- 13 mai: R. K. Narayan (Rasipuram Krishnaswami Ayyar Narayanaswami), 94 ani, romancier indian (n. 1906)
- 13 mai: Salvador Garmendia (Salvador Garmendia Graterón), 72 ani, scriitor venezuelean (n. 1928)
- 17 mai: Jacques-Louis Lions, 73 ani, matematician francez (n. 1928)
- 19 mai: Eliza Hansen (n. Eliza Ghiul), 91 ani, pianistă, clavecinistă și pedagogă româno-germană (n. 1909)
- 21 mai: Mahmoud Zuabi, 64 ani, al 61-lea prim-ministru al Siriei (1987-2000), (n. 1935)
- 22 mai: Jenő Fock, al 49-lea prim-ministru al Ungariei (1967-1975), (n. 1916)
- 24 mai: Urruti (Francisco Javier González Urruticoechea), 48 ani, fotbalist spaniol (portar), (n. 1952)
- 25 mai: Alberto Korda (n. Alberto Díaz Gutiérrez), 72 ani, fotograf cubanez (n. 1928)
- 26 mai: Anne Haney (Anne Ryan Thomas Haney), 67 ani, actriță americană (n. 1934)
- 26 mai: Roman Codreanu, 48 ani, sportiv român (lupte greco-romane), (n. 1952)
- 26 mai: William Molloy, 82 ani, politician britanic (n. 1918)
- 27 mai: Corneliu Buzinschi, 64 ani, scriitor român (n. 1937)
- 29 mai: Hédi Temessy, 76 ani, actriță maghiară (n. 1925)
- 31 mai: Arlene Francis (n. Arline Francis Kazanjian), 93 ani, actriță americană și panelist de spectacole de jocuri (n. 1907)
- 31 mai: Faisal Husseini (Faisal Abdel Qader Al-Husseini), 60 ani, politician palestinian (n. 1940)

### Iunie

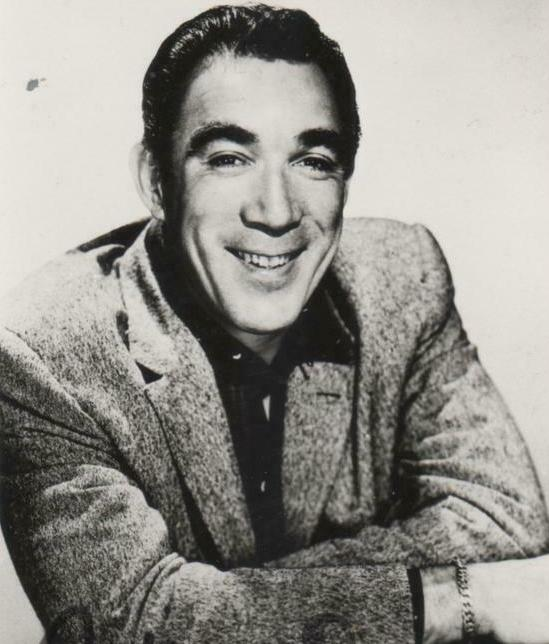
Anthony Quinn

- 2 iunie: Imogene Coca (n. Emogeane Coca), 92 ani, actriță americană (n. 1908)
- 3 iunie: Anthony Quinn (n. Antonio Rodolfo Ouinn Oaxaca), 86 ani, actor mexicano-american (n. 1915)
- 6 iunie: José Manuel Castañón, 81 ani, scriitor spaniol (n. 1920)
- 8 iunie: Haralambie Boroș, 76 ani, regizor de film, român (n. 1924)
- 11 iunie: Timothy McVeigh (Timothy James McVeigh), 33 ani, terorist american (n. 1968)
- 17 iunie: Donald J. Cram (Donald James Cram), 82 ani, chimist american, laureat al  Premiului Nobel (1987), (n. 1919)
- 18 iunie: Károly Csőgör, 68 ani, politician român de etnie maghiară (n. 1932)
- 19 iunie: Sargis Baghdasaryan, 77 ani, sculptor armean (n. 1923)
- 22 iunie: Luis Carniglia (Luis Antonio Carniglia), 83 ani, fotbalist (atacant) și antrenor argentinian (n. 1917)
- 23 iunie: Corinne Calvet (n. Corinne Dibos), 76 ani, actriță franceză (n. 1925)
- 27 iunie: Tove Jansson (Tove Marika Jansson), 86 ani, autor și ilustrator finlandez (n. 1914)
- 27 iunie: Jack Lemmon (John Uhler Lemmon III), 76 ani, actor și regizor american (n. 1925)
- 28 iunie: Mortimer J. Adler (Mortimer Jerome Adler), 98 ani, filosof american (n. 1902)
- 29 iunie: Maximos V Hakim, 93 ani, patriarh egiptean (n. 1908)
- 30 iunie: Joe Fagan (Joseph Fagan), 80 ani, fotbalist și antrenor englez (n. 1921)

### Iulie
- 1 iulie: Nikolai Basov, 78 ani, fizician sovietic, laureat al Premiului Nobel (1964), (n. 1922)
- 12 iulie: Jan Zdrojewski (n. Jan Soldenhoff), 68 ani, actor polonez (n. 1933)
- 15 iulie: Marina Știrbei, 89 ani, aviatoare română (n. 1912)
- 22 iulie: Indro Montanelli, 92 ani, jurnalist, scriitor, istoric si scenarist italian (n. 1909)
- 22 iulie: Miklós Mészöly, 79 ani, scriitor maghiar (n. 1921)
- 27 iulie: Aida Moga (n. Cornelia Aida Rădulescu), 75 ani, cântăreață română (n. 1926)
- 29 iulie: Edward Gierek, 88 ani, politician polonez (n. 1913)
- 31 iulie: Poul Anderson (Poul William Anderson), 74 ani, autor american (n. 1926)
- 31 iulie: Francisco da Costa Gomes, 87 ani, președinte al Portugaliei (1974-1976), (n. 1914)

### August
- 1 august: Nicolae Tătaru (Nicolae Tătaru I), 69 ani, fotbalist român (atacant), (n. 1931)
- 2 august: Otto Ernest Weber, 80 ani, politician român (n. 1921)
- 5 august: Dinu Vasiu, 87 ani, pictor român (n. 1914)
- 6 august: Larry Adler (Lawrence Cecil Adler), 87 ani, muzician american (n. 1914)
- 6 august: Jorge Amado (Jorge Amado de Faria), 88 ani, scriitor brazilian (n. 1912)
- 6 august: Dương Văn Minh, 85 ani, președinte al Vietnamului (1964 și 1975), (n. 1916)
- 6 august: Wilhelm Mohnke, 90 ani, general german (n. 1911)
- 15 august: Richard Chelimo, 29 ani, atlet kenyan (n. 1972)
- 19 august: Donald Woods (Donald James Woods), 67 ani, jurnalist sud-african și activist anti-apartheid (n. 1933)
- 19 august: Emanuel Vasiliu (Emanuel Kant Vasiliu), 71 ani, profesor universitar român (n. 1929)
- 20 august: Fred Hoyle, 86 ani, astronom și scriitor britanic (n. 1915)
- 20 august: Kim Stanley (n. Patricia Kimberley Reid), 76 ani, actriță americană (n. 1925)
- 22 august: Bernard Heuvelmans, 84 ani, criptozoolog belgian-francez (n. 1916)
- 23 august: Kathleen Freeman, 82 ani, actriță americană (n. 1919)
- 24 august: Jane Greer (Bettejane Greer), 76 ani, actriță americană (n. 1924)
- 25 august: Aaliyah (Aaliyah Dana Haughton), 22 ani, cântăreață și actriță americană (n. 1979)
- 25 august: Ken Tyrrell (Robert Kenneth Tyrrell), 77 ani, pilot britanic de Formula 1 (n. 1924)
- 26 august: Marita Petersen (n. Marita Johansen), 60 ani, al 8-lea prim-ministru al Insulelor Feroe (n. 1940)
- 30 august: A. F. M. Ahsanuddin Chowdhury (Justice Abul Fazal Mohammad Ahsanuddin Chowdhury), 86 ani, președinte al Bangladeshului (1982-1983), (n. 1915)
- 30 august: Govan Mbeki (Govan Archibald Mvuyelwa Mbeki), 91 ani, politician sud-african (n. 1910)

### Septembrie
- 2 septembrie: Christiaan Barnard (Christiaan Neethling Barnard), 78 ani, medic chirurg sud-african (n. 1922)
- 2 septembrie: Troy Donahue (n.  Merle Johnson Jr.), 65 ani, actor american (n. 1936)
- 3 septembrie: Pauline Kael, 82 ani, critic de film, american (n. 1919)
- 3 septembrie: Thuy Trang, 27 ani, actriță vietnamezo-americană (n. 1973)
- 5 septembrie: Tamara Smirnova, 65 ani, astronomă rusă (n. 1935)
- 9 septembrie: Ahmad Șah Massoud, 48 ani, comandant militar afgan (n. 1953)
- 11 septembrie: George Văsii, 66 ani, arhitect român (n. 1935)
- 18 septembrie: Amy Witting (n. Joan Austral Fraser), 83 ani, poetă australiană (n. 1918)
- 20 septembrie: Marcos Pérez Jiménez (Marcos Evangelista Pérez Jiménez), 86 ani, președinte al Venezuelei (1953-1958), (n. 1914)
- 29 septembrie: Nguyễn Văn Thiệu, 78 ani, președintele Vietnamului de Sud (1965-1975), (n. 1923)
- 29 septembrie: Gellu Naum, 86 ani, poet, dramaturg, romancier și traducător român (n. 1915)

### Octombrie
- 3 octombrie: Cecil Poppa, 79 ani, medic hematolog, pionier al rezolvării, în România, a problemelor asociate patologiei hemostazei (n. 1921)
- 9 octombrie: Herbert Ross (Herbert David Ross), 74 ani, actor, coregraf, regizor și producător american (n. 1927)
- 9 octombrie: Károly Simonyi, 84 ani, fizician maghiar (n. 1916)
- 19 octombrie: Elena Cosma, 61 ani, pianistă română (n. 1940)
- 22 octombrie: Georgy Vitsin (Gheorgi Mihailovici Vițîn), 84 ani, actor sovietic și rus (n. 1917)
- 24 octombrie: Seishiro Shimatani, 62 ani, fotbalist japonez (n. 1938)
- 28 octombrie: Grigori Ciuhrai, 80 ani, regizor sovietic de film (n. 1921)
- 28 octombrie: Ion Popescu Negreni, 94 ani, pictor roman (n. 1907)

### Noiembrie
- 1 noiembrie:  Juan Bosch (Juan Emilio Bosch Gaviño), 92 ani, președintele Republicii Dominicane (1963), (n. 1909)
- 3 noiembrie: Sir Ernst Gombrich (Ernst Hans Josef Gombrich), 92 ani, istoric de artă născut în Austria (n. 1909)
- 5 noiembrie: Gholam Reza Azhari (Arteshbod Gholam Reza Azhari), 89 ani, al 73-lea prim-ministru al Iranului (1978), (n. 1912)
- 6 noiembrie:  Anthony Shaffer (Anthony Joshua Shaffer), 75 ani, romancier și dramaturg englez (n. 1926)
- 7 noiembrie: Geoffrey Jenkins (Geoffrey Ernest Jenkins), 81 ani, scriitor sud-african (n. 1920)
- 8 noiembrie: George Munteanu, critic și istoric literar român (n. 1924)
- 9 noiembrie: Giovanni Leone, 93 ani, prim-ministru și al șaselea președintele Italiei (1971-1978), (n. 1908) [5]
- 10 noiembrie: Ken Kesey (Kenneth Elton Kesey), 66 ani, autor american (n. 1935) [6]
- 14 noiembrie: Dinu Negreanu, 83 ani, regizor român de film (n. 1917)
- 17 noiembrie: Michael Karoli, 53 ani, muzician german (n. 1948)
- 20 noiembrie: Constantin Dumitrache, 53 ani, istoric român (n. 1948)
- 21 noiembrie: Ion Cristinoiu, 59 ani, muzician român (n. 1942)
- 23 noiembrie: Krishnananda Saraswati (Swami Krishnananda Saraswati), 79 ani, filosof indian (n. 1922)
- 23 noiembrie: Gheorghe Cacoveanu (Gheorghe Cornel Cacoveanu), 66 ani, fotbalist român (atacant), (n. 1935)
- 24 noiembrie: Melanie Thornton (Melanie Janene Thornton), 34 ani, cântăreață americană (n. 1967)
- 25 noiembrie: Gohar Shahi (Riaz Ahmed Gohar Shahi), 60 ani, lider spiritual pakistanez (n. 1941)
- 29 noiembrie: George Harrison, 58 ani, muzician englez (The Beatles), (n. 1943) [7]
- 29 noiembrie: John Mitchum, 82 ani, actor american (n. 1919)

### Decembrie
- 4 decembrie: L. M. Arcade (n. Leonid Mămăligă), 80 ani, scriitor român (n. 1921)
- 5 decembrie: Franco Rasetti, 100 ani, fizician italian (n. 1901)
- 11 decembrie: Ion Alin Gheorghiu, 72 ani, pictor român (n. 1929)
- 12 decembrie: Josef Bican, 88 ani, fotbalist ceh-austriac (atacant), (n. 1913)
- 12 decembrie: Jean Richard, 80 ani, actor francez (n. 1921)
- 12 decembrie: Ardito Desio, 104 ani, explorator italian (n. 1897)
- 16 decembrie: Stuart Adamson (William Stuart Adamson), 43 ani, cântăreț și chitarist scoțian (n. 1958)
- 16 decembrie: Gheorghe Vilmoș, 60 ani, biatlonist român (n. 1941)
- 16 decembrie: Stefan Heym (n. Helmut Flieg), 88 ani, politician german (n. 1913)
- 17 decembrie: Peter Karlson, 83 ani, chimist german (n. 1918)
- 18 decembrie: Kira Ivanova, 38 ani, patinatoare sovietico-rusă (n. 1963)
- 20 decembrie: Léopold Sédar Senghor, 95 ani, primul președinte al Senegalului (1960-1980), (n. 1906)
- 23 decembrie: Jelle Zijlstra, 83 ani, politician și economist, prim-ministru al Țărilor de Jos (1966-1967), (n. 1918)
- 23 decembrie: Mark Clinton, 86 ani, politician irlandez (n. 1915)
- 26 decembrie: Sir Nigel Hawthorne (Nigel Barnard Hawthorne), 72 ani, actor britanic (n. 1929)
- 29 decembrie: Cássia Eller (Cássia Rejane Eller), 39 ani, muziciană braziliană (n. 1962)
- 31 decembrie: Eileen Heckart, 82 ani, actriță americană (n. 1919)

## Premii Nobel
- Economie: George Akerlof, Michael Spence și Joseph E. Stiglitz (SUA)
- Fizică: Eric A. Cornell (SUA), Wolfgang Ketterle (Germania), Carl E. Wieman (SUA)
- Chimie: William S. Knowles (SUA),  Ryoji Noyori (Japonia), K. Barry Sharpless (SUA)
- Medicină: Leland H. Hartwell (SUA), Richard Timothy Hunt, Sir Paul M. Nurse (Regatul Unit)
- Literatură: Sir Vidiadhar Surajprasad Naipaul (Trinidad-Tobago)
- Pace: Organizația Națiunilor Unite, Kofi Annan (Ghana)